# Nissan Qashqai (первое поколение)
Nissan Qashqai первого поколения (код кузова J10, при разработке P32L) — компактный городской кроссовер японской компании Nissan, входящей в альянс Renault—Nissan. Qashqai первого поколения выпускался на различных рынках с 2006 по 2015 год. В Японии и Австралии автомобиль был известен как Nissan Dualis (яп. 日産・デュアリス дэарису), а в Китае — как Nissan Xiaoke (кит. 逍客). В модельном ряду Qashqai сменил модели Almera (вместе с Note и Tiida) и Primera, а сам был заменён на модель второго поколения. Автомобиль разделяет свою платформу Nissan C в том числе с ещё одним кроссовером этой компании — Nissan X-Trail второго поколения, а также автомобилем Renault Mégane второго поколения.
Разработка модели началась в 2002 году, причём изначально она задумывалась как компактвэн, то есть минивэн на шасси компактного автомобиля. Когда эта идея была отклонена, была разработана концепция компактного городского кроссовера, совмещающего в себе черты как внедорожника, так и хетчбэка. Результатом этой разработки стал концепт-кар, представленный в марте 2004 года. Серийная версия была представлена в сентябре 2006 года. Производство в Великобритании началось в декабре 2006 года, а продажи модели в Европе и Японии начались в течение первой половины 2007 года. С конца 2007 года модель стала экспортироваться в ЮАР и Австралию, а в Японии было налажено местное производство. С марта 2008 года Qashqai стал выпускаться и продаваться в Китае. Было выпущено две специальные версии модели: Qashqai n-tec (или Qashqai i-Way) c информационно-развлекательной системой Nissan Connect и Qashqai Sound & Style с аудиосистемой Bose. Для Японии выпускались тюнингованная версия Dualis CrossRider и несколько специальных или ограниченных версий. С сентября 2008 года к пятиместной модели присоединилась и удлинённая семиместная, получившая название Nissan Qashqai+2.
В декабре 2009 года европейская и австралийская модель прошла рестайлинг, сказавшийся на дизайне передней части и комфорте в интерьере, а продажи начались весной 2010 года. В течение 2012—2013 годов была выпущена модель с системой кругового обзора «Around View Monitor», которая получила название Qashqai 360. Её выпуск стал последним обновлением автомобиля перед сменой поколений. Вслед за европейской моделью в августе 2010 года последовала и японская (включая модификации CrossRider и Urban Black Leather), однако для Японии рестайлинг имел несколько иной характер. Китайская модель прошла рестайлинг ещё позже — в декабре 2010 года. Коснулся он не столько внешнего вида, сколько оборудования. После того, как в ноябре 2013 года был представлен Qashqai второго поколения, началось сворачивание производства первого: в Европе и Японии продажи свернулись весной 2014 года, в Австралии — в июле 2014 года. Что касается семиместной модели, то ей на смену пришёл Nissan X-Trail третьего поколения, а Qashqai остался сугубо пятиместной моделью. Китайская модель в сентябре 2014 года прошла ещё одно небольшое обновление, но в октябре 2015 года также была снята с производства и заменена автомобилем второго поколения.
Qashqai первого поколения стал глобальным успехом для Nissan — два миллиона проданных автомобилей. Этот успех принёс ему прозвище «дойной коровы». Автомобильные издания также оставили положительные отзывы об автомобиле, хваля его дизайн и эргономику, но критикуя работу усилителя рулевого управления и обзорность, а также не самый просторный второй ряд сидений. Семиместная модель подверглась критике из-за крайне тесного третьего ряда сидений. Сильной стороной оказалась и безопасность — Qashqai набрал рекордные для своего времени баллы за защиту пассажиров. Кроссовер завоевал множество наград: в частности, он признавался «автомобилем года» в Латвии и Португалии, а также получал титулы лучшего автомобиля в своём классе по мнению разных изданий. Одно из них даже признало, что  Qashqai стал автомобилем, открывшим новый класс городских кроссоверов. Успех модели подкреплялся и обширными дорогостоящими рекламными кампаниями, одна из которых даже получила множество наград.

## История

### Разработка (2002—2006)

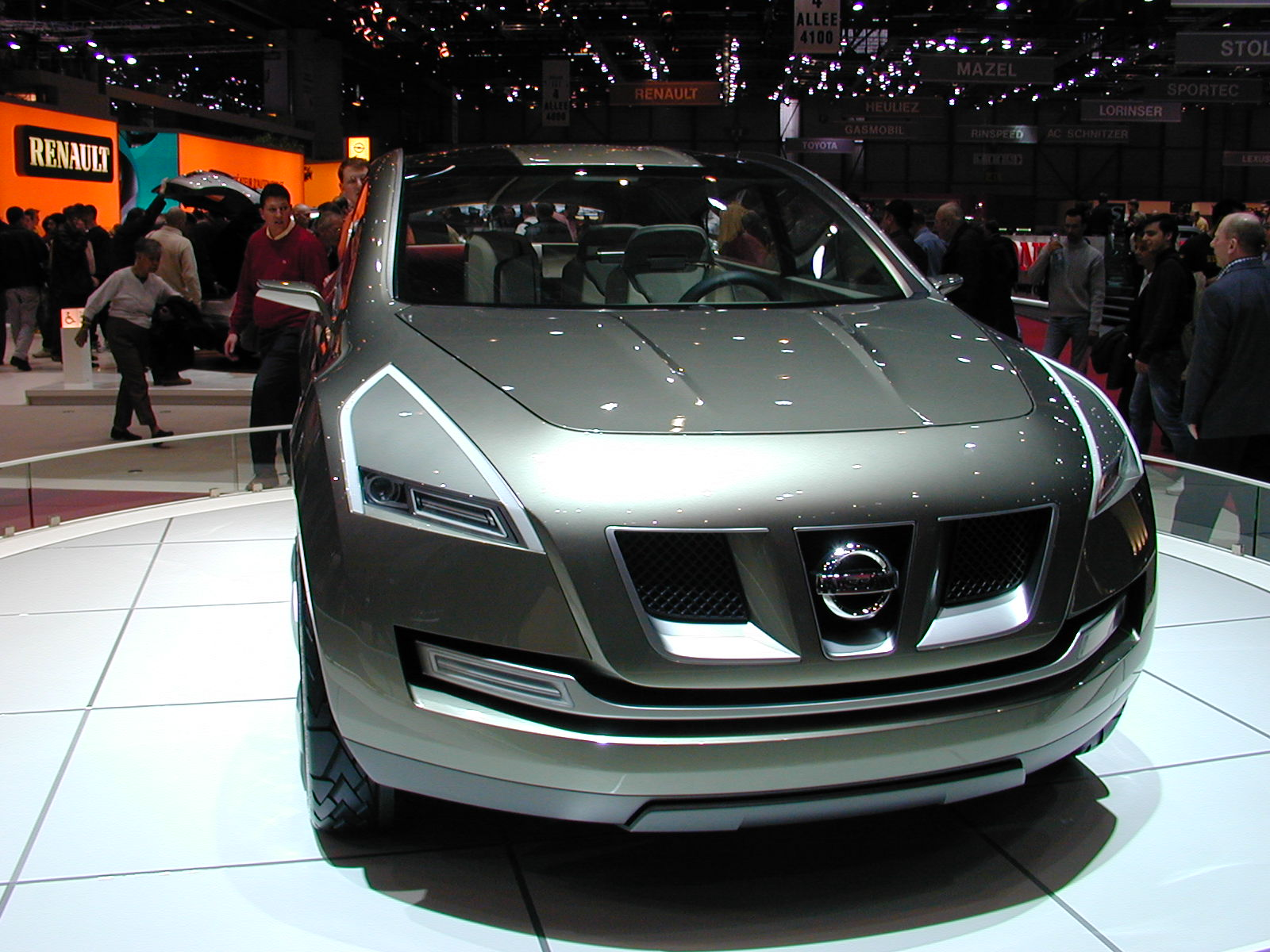
Концепт (2004)

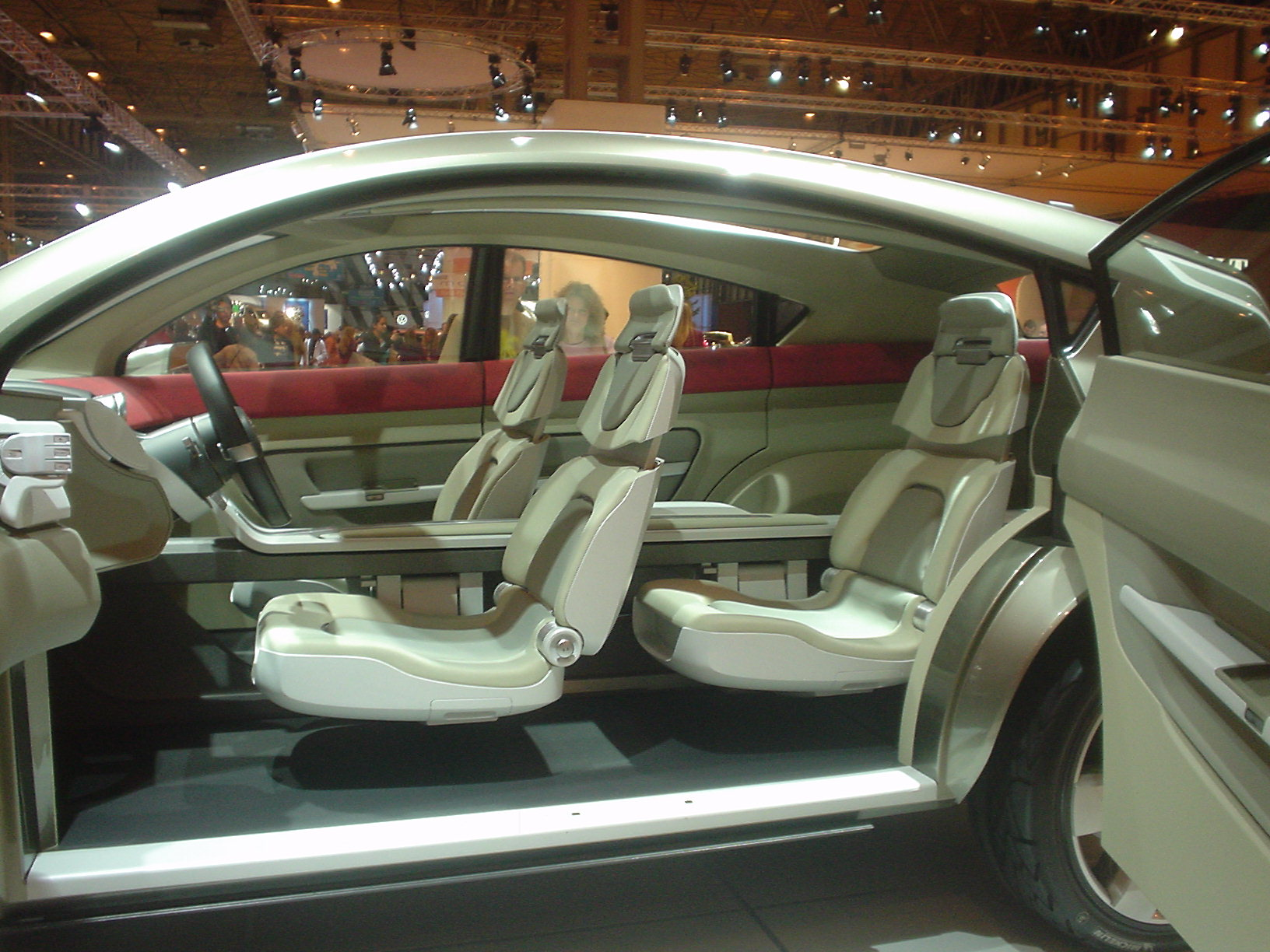
Интерьер

По официальным данным, разработка модели началась ещё в марте 2002 года. Именно тогда в техническом центре Nissan, расположенном в Японии, собралась команда из 25 человек. Целью команды была разработка нового поколения компактного автомобиля Almera, поскольку продававшееся на тот момент второе поколение показывало плохую статистику. Новый автомобиль, на разработку проекта которого команде отвели один год, было решено увеличить по высоте и ширине по сравнению со старым, а его конкурентами должны были выступить компактвэны SEAT Altea и Volkswagen Golf Plus. Однако, когда 13 декабря 2002 года состоялась вторая встреча команды инженеров компании, стало ясно, что такой автомобиль не будет конкурентоспособным. Как заявил менеджер по оценке транспортных средств европейского технического центра компании (NTCE) Питер Браун, «мы подсчитали цифры, и оказалось, что новая Almera просто не будет такой конкурентоспособной, как мы надеялись. Она не отражала основные ценности Nissan — инновации и воодушевление, а также направление, в котором бизнес развивался с такими продуктами, как 370Z и X-Trail». Несмотря на такое решение, разработка дизайна новой Almera продолжалась и в 2003 году, но была остановлена по решению Карлоса Гона (президент Nissan с 1999 по 2018 год).
Было решено придумать совершенно иную концепцию: автомобиль с стремительностью, практичностью и универсальностью внедорожника, но с размерами, динамикой и расходами компактного семейного хетчбэка. В то время (2002 год) недавно появившиеся на рынке кроссоверы ещё были сильно отличающимися от небольших хетчбэков и седанов, а потому такая концепция была всё ещё прорывной. Как заявил Питер Браун, «у нас возникла идея создания своего рода мини-Murano, который, по нашему мнению, смог бы разрушить некоторые барьеры на пути к покупке SUV. Это был автомобиль, который должен был быть разработан для того, чтобы бросить вызов традиционным сегментам компактных хетчбэков и седанов в Европе. Нам удалось убедить инвесторов, что мы сможем разрушить некоторые из барьеров, взяв лучшие черты семейного хетчбэка и добавив элементы внедорожников, которые являются наиболее привлекательными для покупателей». С этого момента разработка новой модели ушла в другом направлении, отойдя от концепции компактвэна и перейдя к концепции кроссовера. При этом разработка Qashqai была частью разработки новой стратегии Nissan в Европе: не выпускать автомобили в имеющихся сегментах, а создавать новые, более уникальные автомобили для новых рыночных ниш. До выхода Qashqai такую стратегию успела продемонстрировать вышедшая на европейские рынки в 2006 году модель Note. Однако конкретно концепция автомобиля, сочетающего черты хэтчбека и кроссовера, всё же не была уникальной для Nissan — в 2006 году на рынок вышел Suzuki SX4, который также был полноприводным компактным кроссовером.
Разработка модели продолжилась в 2003 и 2004 годах, причём первоначально она велась в Японии (часто Qashqai ошибочно называют первым автомобилем Nissan, полностью разработанным в Великобритании, что противоречит вышеупомянутому факту). В это время «мул» (прототип автомобиля в камуфляже) будущего автомобиля проходил испытания в NTCE, причём благодаря маскировке его легко можно было принять за уже выпускавшийся на тот момент Renault Scénic с 1,5-литровым дизельным двигателем (такие впоследствии устанавливались и на серийную модель). В это же время отдел планирования продукции занимался рассмотрением отзывов и мнений потенциальных покупателей SUV и хэтчбэков, чтобы добавить новые улучшения в новую модель. Зародилась концепция модели в двух словах: «городской кочевник» (с англ. urban nomad). Дизайном модели занималась команда европейского центра дизайна Nissan, располагавшегося с января 2003 года в Лондоне. По словам Мэта Вивера, в то время старшего дизайнера лондонской студии, концепция будущего автомобиля была частично вдохновлена граффити, которое команда обнаружила при первом входе в свой будущий офис, тогда ещё заброшенный. Руководителем команды дизайнеров был Стефан Шварц.
К началу 2004 года испытания ранних прототипов модели были завершены, и теперь у компании было, что продемонстрировать — концепт-кар модели, отражающий общее направление разработки и основную задумку. Его премьера прошла 2 марта 2004 года на Женевском автосалоне. Концепт унаследовал некоторые элементы дизайна от моделей Micra, 350Z и Primera. Qashqai обладает распашными дверьми (задние открываются против движения) и не имеет центральных стоек кузова. Отсутствие стоек компенсируется наличием в салоне крупной продольной центральной балки. Внутри автомобиля расположены четыре отдельных сиденья. Поскольку они закреплены на центральной балке, создаётся ощущение того, что сиденья как бы «парят» над полом. Сам салон светлый, это обеспечивается белыми вставками в салоне и двойной панорамной крышей, разделённой пополам сегментом крыши в середине. Элементы управления в салоне расположены в основном не на центральной консоли, а на сегменте центральной балки. Сама центральная консоль содержит лишь небольшой экран. Панель приборов и кнопки подсвечиваются оранжевым светом. Пресса смотрела на этот концепт скептически, поскольку считала, что такому автомобилю нет места ни в одном существовавшем тогда сегменте. Тем не менее это не помешало ему получить награду «Design Award» от британского Института автомобильных инженеров (IVehE) в мае 2004 года.
После презентации концепта разработка модели продолжилась. Было определено её положение в модельном ряду: она сменит модели Almera и Primera. Встал вопрос и о месте сборки будущей модели. В апреле 2004 года Nissan сделала первый намёк в сторону серийного производства Qashqai. В пресс-релизе, посвящённом выпуску на европейские рынки модели Murano, редакция сайта написала следующее: «Murano выйдет в продажу. Qashqai — нет. Пока что». После долгих рассуждений в феврале 2005 года было объявлено о том, что Qashqai (на тот момент известный под кодовым названием P32L) будет собираться на заводе Nissan в Сандерленде, Великобритания с декабря 2006 года. В январе 2006 года будущий кроссовер проходил испытания в Финляндии, и тогда за руль первый раз допустили журналистов. Qashqai получил весьма скептичные отзывы, поскольку рассматривался прессой как компактный внедорожник, в основном из-за наличия полного привода. Журналисты считали будущую модель провальной и неконкурентоспособной. Специалисты компании Nissan провели исследование, которое показало, что полный привод (применяющийся и на Qashqai) владельцами SUV используется нечасто, а потому не может быть фактором успеха. Что касается стоимости разработки проекта, то, по словам Карлоса Гона, она превысила отметку в 300 млн евро. Было решено для серийной модели оставить имя от концепта, несмотря на потенциальные проблемы с произношением. Само название «Qashqai» происходит от названия племён кашкайцев из иранской провинции Фарс. Первое время некоторые издания по неизвестной причине искажали имя автомобиля, называя его «Quashqai», в некоторых случаях это продолжалось и через несколько лет после выхода автомобиля.
В течение 2006 года всё больше распространялись различные утечки и слухи касательно будущей модели. 23 мая 2006 года на международном автомобильном портале «Motor1» появились новые шпионские фотографии будущего кроссовера, а также картинка, изображающая серийный Qashqai на базе этих снимков. Поскольку камуфляж маскировал ещё и точную форму кузова модели, картинка с её художественным представлением оказалась не соответствующей реальности. Эта же картинка была опубликована 25 мая 2006 года на портале «Autonews» от РБК, где сообщалось, что Qashqai составит конкуренцию BMW X3. В тот же день малайзийский новостной портал «Paul Tan’s Automotive News» опубликовал ещё одно рендерное изображение будущего автомобиля, на котором был изображён кроссовер, дизайн которого был скопирован с моделей Note и Tiida. Автором изображения стал Ганс Лехманн. Это изображение было создано в марте 2006 года и до малайзийской новостной статьи успело появиться в статье «Авто.Mail.Ru» от 31 марта 2006 года, в которой оно использовалось как иллюстрация для неназванного преемника Nissan X-Trail первого поколения, обладавшего люксовым салоном и мягкой подвеской. Более значимая утечка произошла 19 августа 2006 года, когда веб-портал «Carscoops» выложил шпионскую фотографию серийной модели красного цвета без камуфляжа, видимой спереди. Вместо автомобильных номеров у автомобиля была лишь табличка с названием модели. Как стало понятно по фото, передняя часть автомобиля унаследовала дизайн от концепта 2004 года. Спустя два дня это фото, но уже без фона, было выложено и российским интернет-изданием «Драйв». 31 августа 2006 года две шпионские фотографии, из них одна вышеупомянутая, были опубликованы изданием «Autoblog». На втором фото тот же самый Qashqai красного цвета, ездивший по улицам Парижа, виден уже сбоку и немного сзади, поэтому в результате этой утечки дизайн автомобиля был раскрыт полностью.

### Серийная модель (2006)

#### Европа и Россия

Президент Nissan Карлос Гон на презентации Nissan Qashqai для прессы, 6 сентября 2006 года

Впервые серийный автомобиль был представлен прессе 6 сентября 2006 года на специальной презентации Nissan, на которой лично присутствовал Карлос Гон. Более крупная презентация Qashqai, предназначенная для широкой публики, состоялась спустя три недели, при проведении Парижского автосалона, проходившего с 30 сентября по 15 октября 2006 года, где присутствовал руководитель отдела дизайна Renault Патрик ле Кеман. Модель, ставшую на выставке главным экспонатом от Nissan, представили под фирменным слоганом «SHIFT_convention» (с англ. «превосходя условность»). Изначально компания планировала начать продажи автомобиля в Европе в феврале 2007 года. На Qashqai компания с самого начала возлагала большие надежды: по словам Карлоса Гона, ежегодно в Европе планировалось продавать в среднем около 100 000 автомобилей, а 80% покупателей, по расчётам компании, должны были стать для Nissan новыми клиентами. Эти «новые клиенты», по прогнозам Nissan, должны были до этого водить автомобили C-сегмента, D-сегмента и сегмента кроссоверов. Половина продаж должна была прийтись на автомобили с дизельными двигателями (из них 30% на двухлитровые моторы и оставшиеся 20% на 1,5-литровые). Что касается коробок передач, то 85% купленных машин должны были оснащаться механической КПП, 10% — автоматической, 5% — вариатором. Как заявил на первой презентации автомобиля Карлос Гон, «европейские покупатели хотят всего: динамичного дизайна, ходовых качеств и привлекательного салона премиум-класса. Qashqai предлагает все это, поэтому он будет способствовать росту продаж в Европе и росту признания Nissan как действительно смелого, продуманного и инновационного японского бренда».
13 октября 2006 года был запущен тематический веб-сайт, располагавшийся по адресу www.nissan-qashqai.co.uk и позволявший в конфигураторе сделать подходящую пользователю модификацию Qashqai и расположить её на фоне какой-либо городской локации. Серийное производство автомобиля на заводе в Сандерленде для внутреннего рынка, а также экспорта в Европу и Японию стартовало 5 декабря 2006 года (незадолго до этого, 24 ноября 2006 года, с конвейера сошёл последний экземпляр модели Almera, освободив сборочную линию для новой модели). Qashqai стал первым автомобилем, выпускавшимся на конвейере «Nissan Integrated Manufacturing System», который сократил время сборки и позволил собирать различные модели автомобилей на одной линии. Ежегодно планировалось выпускать около 130 000 автомобилей, из которых 80% должны были быть отправлены на экспорт, в основном в Европу. Для завода в Сандерленде Qashqai стал третьей новой моделью, поставленной на конвейер всего за 16 месяцев, первыми двумя стали Micra C+C (2005 год) и Note (2006 год). Модель должна была принести Nissan успех и за счёт продаж юридическим лицам: с помощью Qashqai компания планировала вернуться на рынок автопарков, а кроссовер должен был «заполнить многие парковочные места компаний по всей стране». 16 апреля 2007 года стартовало производство автомобилей с двухлитровым дизельным двигателем, к тому моменту модель из Великобритании уже экспортировалась, помимо Европы и России, в Японию, Австралию, ЮАР, Южную Америку и страны ССАГПЗ (основная часть государств Аравийского полуострова). По планам компании, четверть всех продаж Qashqai должна была приходиться именно на дизельные модели. Около 15% заказов на модель к середине апреля 2007 года пришлась на автомобили с двухлитровым дизельным двигателем, причём такой мотор ставился на модели как с передним приводом, так и с полным.
В день начала производства был опубликован прайс-лист с европейскими комплектациями модели: базовая комплектация Visia по цене от 13 499 фунтов, средняя Acenta — от 14 999 фунтов и топовая Tekna — от 16 499 фунтов. Таким образом, цена самой дорогой модели — Tekna с двухлитровым дизельным мотором, автоматической коробкой передач и полным приводом ALL-MODE 4x4 — составляла 21 899 фунтов. 25 января 2007 года стала доступной возможность тест-драйва модели и её предварительных заказов. Продажи Qashqai в Великобритании стартовали 1 марта 2007 года по цене от 13 499 до 22 149 фунтов. Продажи в континентальной Европе начались в течение первых двух месяцев 2007 года. Так, во Франции модель предлагалась с 15 января 2007 года по первоначальной цене от 18 900 до 31 900 евро. Цены на модель в Германии — от 19 790 до 24 890 евро — были объявлены 17 января 2007 года, а продажи стартовали в конце февраля 2007 года. Вместе с Европой автомобиль с 20 марта 2007 года стал продаваться и в России по цене от 21 900 долларов, но без такой опции, как панорамная крыша, из-за которой прочность кузова снижалась на 10%. Слухи об этом появились ещё в феврале 2007 года. Главная причина отсутствия крыши — плохое на тот момент состояние дорог в стране, из-за чего стекло могло треснуть. Это тем не менее противоречило тому факту, что у других автомобилей с панорамной крышей на тот момент никаких случаев трещин от езды по плохим дорогам зафиксировано не было.
Тем временем, спрос на модель стал быстро расти повсеместно, из-за чего завод в Сандерленде постепенно стал увеличивать объёмы производства кроссовера. В июне 2007 года Nissan инвестировала в британское предприятие ещё 2,4 миллиона фунтов стерлингов для увеличения объёмов производства Qashqai на 20%. Число заказов на модель в Европе на тот момент превысило отметку в 60 000 — столько же успело с декабря 2006 года сойти на тот момент с конвейера. В начале сентября 2007 года число проданных в Европе автомобилей достигло 60 000, а завод в Сандерленде собрал первые 100 000 экземпляров Qashqai. К марту 2008 года, спустя ровно один год после начала продаж модели, по всему миру было продано уже более 148 000 автомобилей. Эти цифры были куда выше ожидаемых, поэтому для удовлетворения всё растущего спроса на Qashqai в Европе завод Nissan в Сандерленде ввёл дополнительную смену. К апрелю 2008 года было продано уже около 170 000 автомобилей, из которых 24 920 пришлись на Великобританию — Qashqai продолжал бить все рекорды продаж. Компания в пресс-релизе, посвящённом выходу семиместной версии, даже назвала Qashqai «самым успешным выпускаемым автомобилем Nissan». Поскольку в 2008 году спрос на модель (в том числе на появившуюся с осени 2008 года семиместную версию) продолжал расти, в июне 2008 года предприятие в Сандерленде ввело третью смену. С введением третьей смены завод фактически стал работать круглосуточно.
В мае 2009 года, на фоне экономического кризиса, Nissan выпустил специальную модификацию Qashqai, получившую название n-tec. По ценовому диапазону она была расположена между комплектациями Acenta и Tekna и отличалась от остальных 18-дюймовыми колёсными дисками, панорамной крышей, затонированными задними стёклами, рейлингами и ручками дверей с серебряной отделкой. В интерьере основное отличие заключается в наличии новой на тот момент информационно-развлекательной системы Nissan Connect. Цена на Qashqai n-tec в Великобритании составляла от 17 645 до 24 295 фунтов. В континентальной Европе эта специальная версия была известна под названием i-Way. На Британском международном автосалоне в июле 2008 года была представлена модель Sound & Style на базе комплектации Tekna, основным отличием которой является наличие аудиосистемы Bose. Также на автомобиль устанавливаются 18-дюймовые легкосплавные диски. Продажи Qashqai Sound & Style начались в ноябре 2008 года. 1 декабря 2008 года Qashqai Sound & Style стал продаваться и во Франции, где модель была выпущена ограниченным тиражом в 1000 экземпляров по цене в 26 615 евро. Французская модель отличалась наличием единственного цвета Cassis, а в остальном была схожей с британской версией.

#### Япония

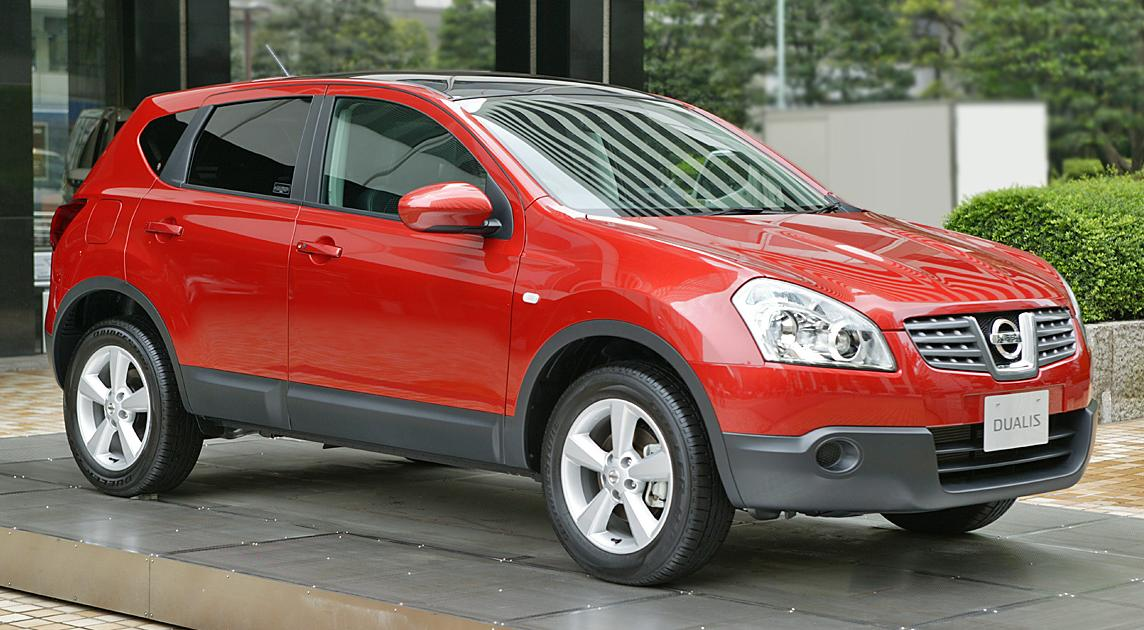
Один из ранних экземпляров Nissan Dualis, импортированных в Японию из Великобритании (2007)

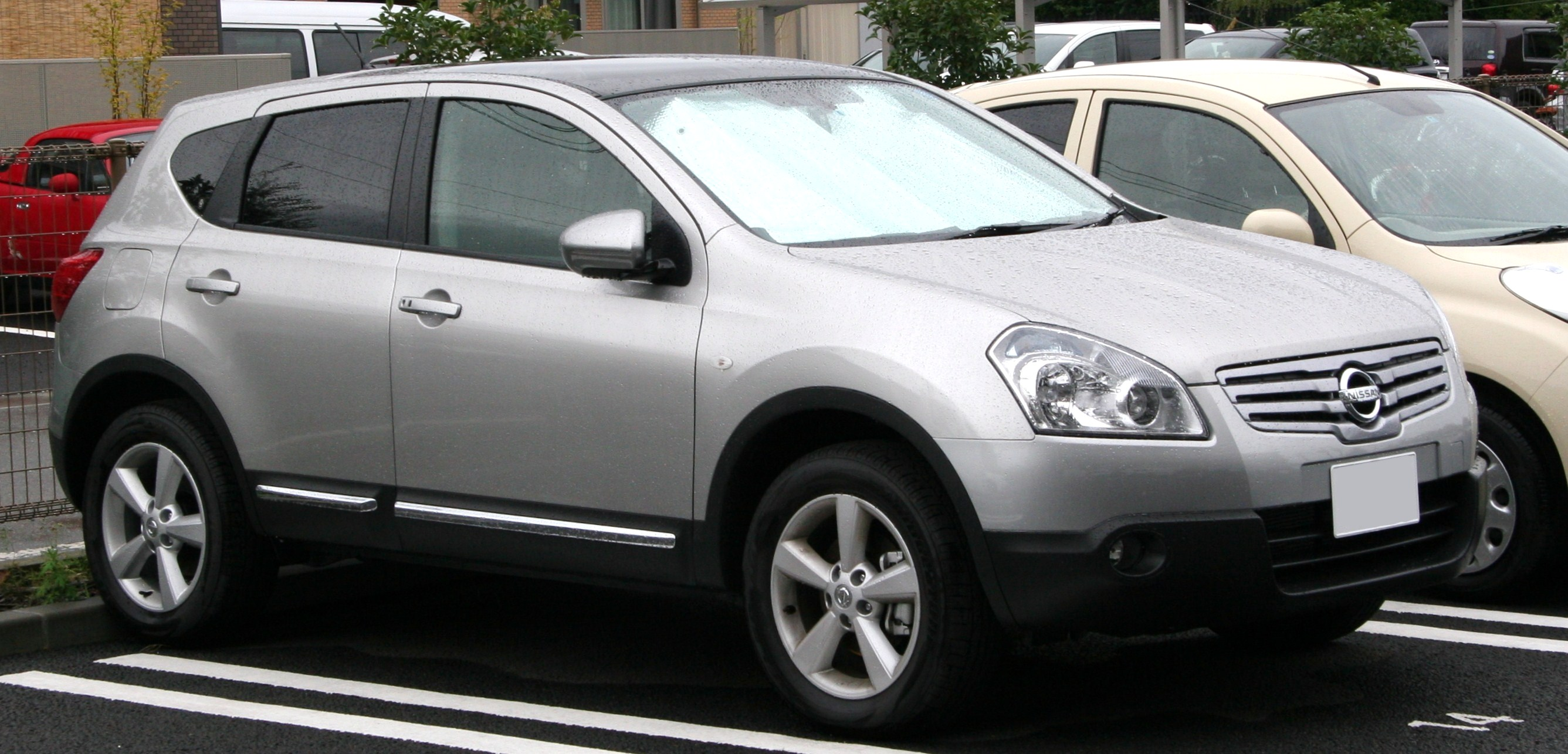
Японская модель после первого рестайлинга (2009—2010)

Выпускавшаяся в Сандерленде модель до декабря 2007 года экспортировалась и в Японию, где автомобиль получил название Nissan Dualis (яп. 日産・デュアリス дэарису). Это название означает двойственность жизни водителя: «включённая» (активная и насыщенная) и «выключенная» (спокойная) жизнь. Dualis, по задумке, подходит для двух вариантов сразу. Компания анонсировала смену названия для японского рынка ещё во время европейской презентации автомобиля в сентябре 2006 года. Основная причина смены названия заключается в труднопроизносимости слова «кашкай» (яп. キャシュカイ касюкай) на японском языке. По словам Масахито Амады, одного из создателей кроссовера, выход Qashqai на японский внутренний рынок планировался с момента начала разработки. Экспорт автомобиля в Японию начался 2 марта 2007 года, а продажи там начались 22 (по другим данным, 23) мая по цене от 1 953 000 до 2 430 750 иен. Все продаваемые в Японии автомобили комплектовались исключительно двухлитровым бензиновым мотором в сочетании с бесступенчатой трансмиссией. Модель стала набирать популярность и в этой стране: изначально планировалось продавать около 2000 автомобилей в месяц, но уже спустя одну неделю после начала продаж на модель поступило уже более 5000 заказов.
Поскольку завод в Сандерленде не мог удовлетворять вместе с увеличивающимся спросом на Qashqai в Европе ещё и растущий спрос на модель на японском рынке (9466 проданных в Японии автомобилей к концу лета 2007 года), в августе 2007 года было принято решение перенести производство японской модели из Великобритании в саму Японию. С декабря 2007 года (по другим данным — с января 2008 года) Dualis в количестве 24 000 автомобилей в год собирался на местном заводе Nissan Kyushu Plant, расположенном в посёлке Канда, находящемся в префектуре Фукуока. В сентябре 2009 года был проведён небольшой рестайлинг автомобиля. Dualis получил новую решётку радиатора (подобную решётке Qashqai+2 в Европе), а боковые хромированные накладки на двери и противотуманные фары стали стандартным оборудованием. В интерьере в качестве опций для комплектаций 20G и 20G FOUR стали доступны бежевые сиденья и навигационная система HDD Carwings. Прошёл обновление и CrossRider, где данная система навигации стала устанавливаться по умолчанию. Обновлённые модели поступили в продажу 8 сентября 2009 года по цене от 2 084 250 до 2 504 250 иен. На CrossRider цена осталась такой же, как и до рестайлинга.

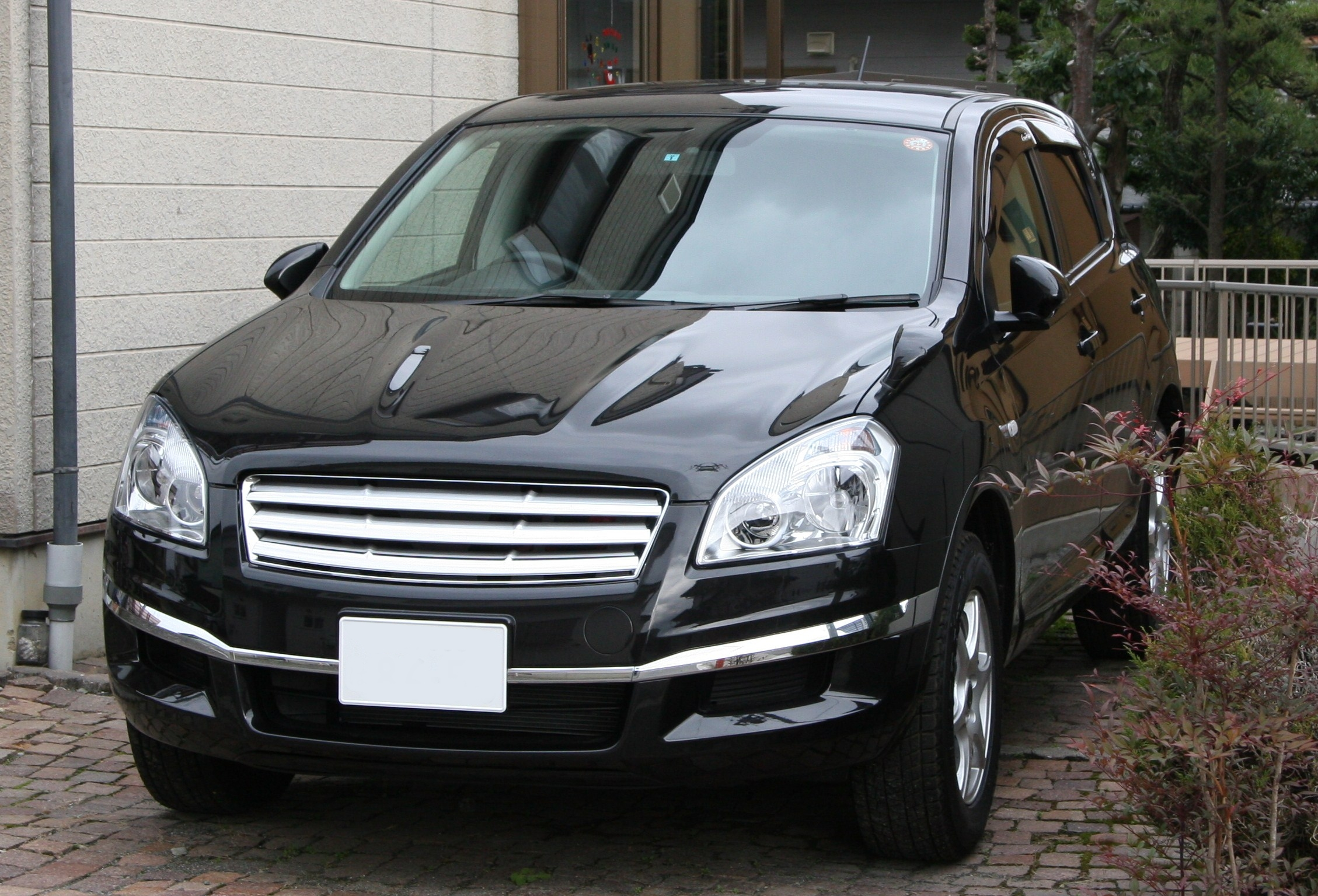
Nissan Dualis CrossRider (2008)

Для японского рынка выпускались различные специальные версии автомобиля. Первой стала версия Dualis Urban Flare (c яп. アーバンフレア а:бан фурэа — городская вспышка) на базе комплектаций 20G и 20G FOUR, продававшаяся с 5 мая по ноябрь 2008 года. Она отличается двухцветным салоном: чёрно-коричневая обшивка в сочетании с коричнево-оранжевыми сиденьями. Сиденье водителя снабжено поясничной поддержкой, а пассажирское кресло имеет вид «оттоманки» (на нём установлена подставка под ноги). Цена за модель на базе 20G составляла 2 273 250 иен, а за модель на базе 20G FOUR — 2 483 250 иен. 19 декабря 2008 года вышла ещё одна специальная версия — Dualis Urban Brown Leather (яп. アーバンブラウンレザー а:бан бураун рэдза:). Она отличалась коричневыми кожаными сиденьями и дверными подлокотниками, взятыми с европейской модели. Интерьер выполнен в цветах чёрный и «какао». Из нового оборудования можно отметить подогрев передних сидений и поясничную поддержку водительского сиденья. Цена составляла 2 483 250 иен для переднеприводной модели и 2 693 250 иен для полноприводной. 7 января 2010 года вышла аналогичная ей очередная специальная версия на базе комплектаций 20G и 20G FOUR, получившая название Dualis Urban Black Leather (яп. アーバンブラックレザー а:бан бурак рэдза:) и отличавшаяся чёрными кожаными сиденьями и такими же дверными подлокотниками с европейской версии. Передние сиденья обладают подогревом, а пассажирское кресло вновь приобрело формат «оттоманки». Было доступно три цвета кузова: «Met Black Metallic», «Diamond Silver Metallic» и «Reddish Copper Metallic». Цена составляла 2 556 750 иен для модели 20G и 2 766 750 иен для 20G FOUR.
В январе 2008 года на Токийском автосалоне был представлен концепт спортивной версии автомобиля, получивший название Dualis Premium Concept. Японское тюнинг-ателье и подразделение Nissan, Autech, взялось за создание серийной версии концепта. 9 сентября 2008 года тюнингованная версия модели от фирмы Autech, получившая название Dualis CrossRider (яп. クロスライダー куросурайда), поступила в продажу через дилерские центры Nissan. Она базируется на комплектации 20S и отличается новым передним бампером и решёткой радиатора, а также эксклюзивным глушителем Fujitsubo Giken. В интерьере обивка сидений выполнена из алькантары. Что касается шасси, то подвеска была занижена, а диски были заменены на эксклюзивные 17-дюймовые. Цена на модель на старте продаж составляла 2 394 000 иен для переднеприводной версии и 2 604 000 иен для полноприводной.

#### Австралия и Новая Зеландия

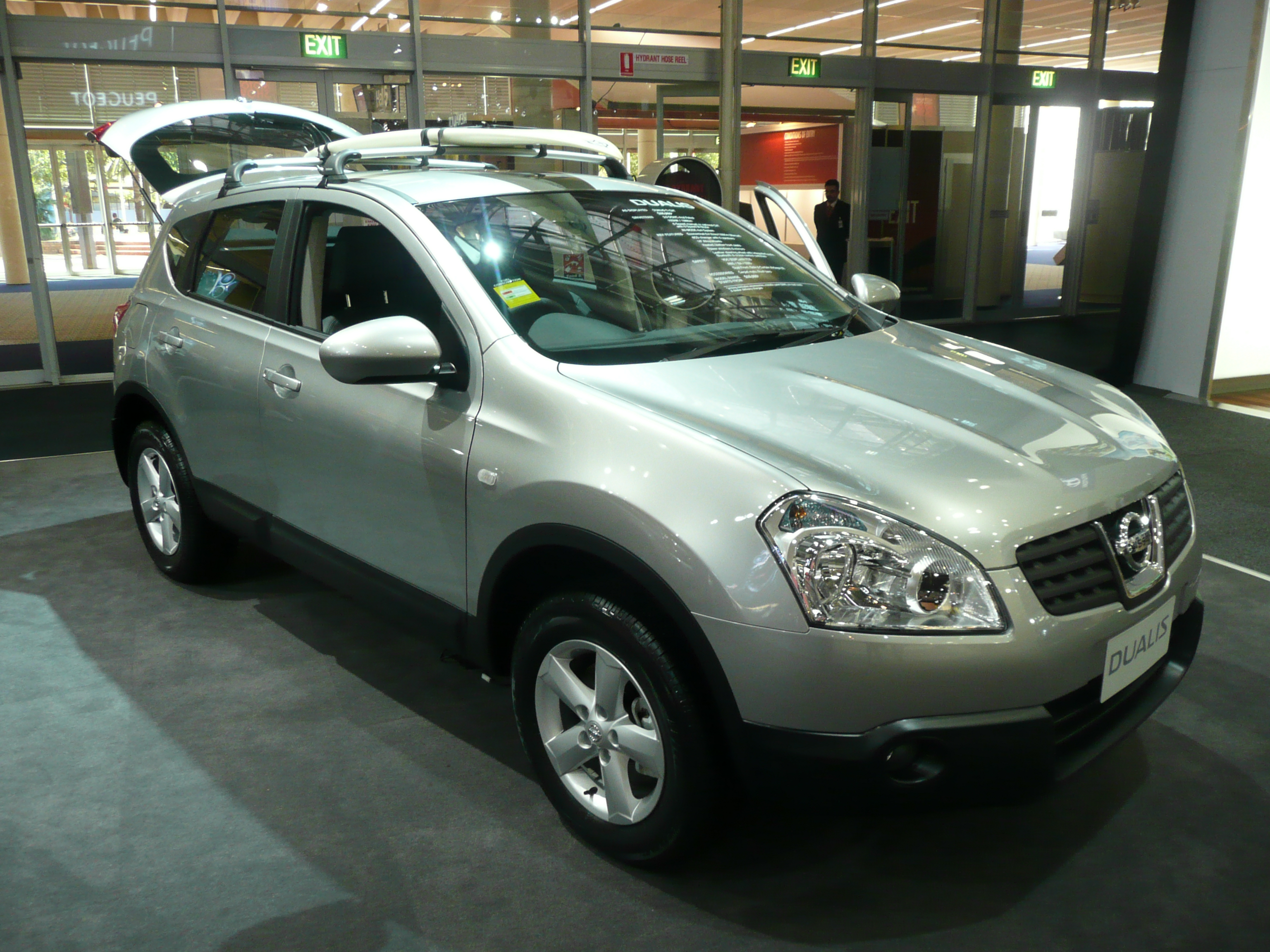
Nissan Dualis для австралийского рынка (2007—2010)

После презентации кроссовера в 2006 году пресс-секретарь австралийского отделения Nissan, Ленора Флэтчер, заявила о возможном начале поставок Qashqai в Австралию с конца 2007 или начала 2008 года. Австралийская модель, получившая, как и в Японии, имя Dualis, сначала была представлена в марте 2007 года на Мельбурнском автосалоне вместе с моделями Micra и 350Z, а затем 11 октября 2007 года на Сиднейском международном автосалоне. После второй презентации были опубликованы цены на модель — от 28 990 до 30 990 австралийских долларов для базовой модели ST (указаны цены для автомобиля с МКПП и вариатором, соответственно) и от от 33 990 до 35 990 долларов для топовой модели Ti. Продажи Dualis в Австралии стартовали в декабре 2007 года. Первые два года Dualis на австралийском рынке был доступен лишь с полным приводом, а переднеприводная модель появилась в продаже лишь 5 августа 2009 года. Доступна она была, как и её полноприводной аналог, в двух комплектациях — ST и Ti. Цена составляла от 24 990 до 27 490 долларов, что было примерно на 2000 долларов дешевле полноприводной версии. Причина изменения названия модели на австралийском рынке была несколько иной, нежели в Японии — ещё во время демонстрации модели на Парижском автосалоне в 2006 году австралийские журналисты дали ей шуточное прозвище «cash cow», что переводится как «дойная корова». По замыслу Росса Бута, главного менеджера по маркетингу компании, Dualis должен был привлечь австралийских автолюбителей своей приспособленностью к активному образу жизни и тем фактом, что автомобиль фактически является смесью традиционных хэтчбеков и кроссоверов.
В середине мая 2009 года Qashqai, вместе с седаном Maxima (так здесь и в Австралии назывался Nissan Teana второго поколения), поступил в продажу в Новой Зеландии по цене в 34 300 новозеландских долларов за базовую модель ST и 37 300 долларов за топовую модель Ti. В отличие от соседней Австралии, новозеландская версия модели сохранила имя Qashqai. Глава отдела маркетинга новозеландского подразделения Nissan Питер Мэрри прокомментировал такое решение следующим образом: «что означает «Dualis»? Ничего. Мы думали над этим названием, но в итоге остановились на «Qashqai», поскольку у этого слова есть хоть какое-то значение». Новозеландская модель собиралась на автозаводе в Японии. По словам новозеландского подразделения Nissan, до налаживания сборки автомобиля в Японии они не могли начать импорт модели в Новую Зеландию. Все новозеладнские экземпляры Qashqai имели передний привод и оснащались двухлитровым бензиновым мотором в сочетании с вариатором.

#### Другие рынки
В октябре 2006 года Qashqai демонстрировался на выставке Auto Africa, проходившей в ЮАР. Тогда же южноафриканское подразделение Nissan объявило о начале продаж Qashqai на местном рынке с третьего квартала 2007 года. Продажи модели в ЮАР начались в декабре 2007 года. 12 марта 2008 года стартовала сборка модели в Китае на заводе фирмы Dongfeng в Хуаду, Гуанчжоу. На местном рынке Qashqai получил второе наименование — Nissan Xiaoke (с кит. 逍客 — странник, кочевник). Для китайского рынка предлагалась только модель с двухлитровым бензиновым двигателем MR20DE в сочетании с механической КПП или с вариатором. Автомобиль также получил некоторые изменения: цвет обивки сидений был изменён с чёрного на бежевый, панорамная крыша была слегка переделана, а на дверях появились хромовые накладки. Цена на Xiaoke на старте продаж составляла от 167 800 до 219 800 юаней. В августе 2009 года появилась новость о том, что с ноября 2009 года Qashqai станет поставляться в Бразилию по цене от 80 000 до 90 000 реалов, однако до Бразилии Qashqai первого поколения так и не добрался. В США и Канаде Qashqai первого поколения никогда не продавался. Вместо него там была доступна более крупная модель под названием Nissan Rogue. Несмотря на то, что обе модели построены на одной платформе, в большинстве своём они не связаны друг с другом (Rogue больше родственен местному седану Sentra), хотя иногда их ошибочно принимают за одно и то же. Когда в начале сентября 2006 года корреспондент веб-издания «Carscoops» задал представителю компании вопрос о том, стоит ли ждать импорта Qashqai из Великобритании в США, ему ответили отрицательно, однако, касательно похожего автомобиля, имея в виду Rogue, заявили «вы можете увидеть что-то интересное в ближайшем будущем». В то время у Nissan действительно были экономические причины не поставлять автомобиль в Северную Америку — один фунт стерлингов 7 сентября 2006 года стоил примерно 1,88 долларов. Анонс североамериканского аналога Qashqai — Rogue — состоялся 8 декабря 2006 года.

### Qashqai+2 (2008)

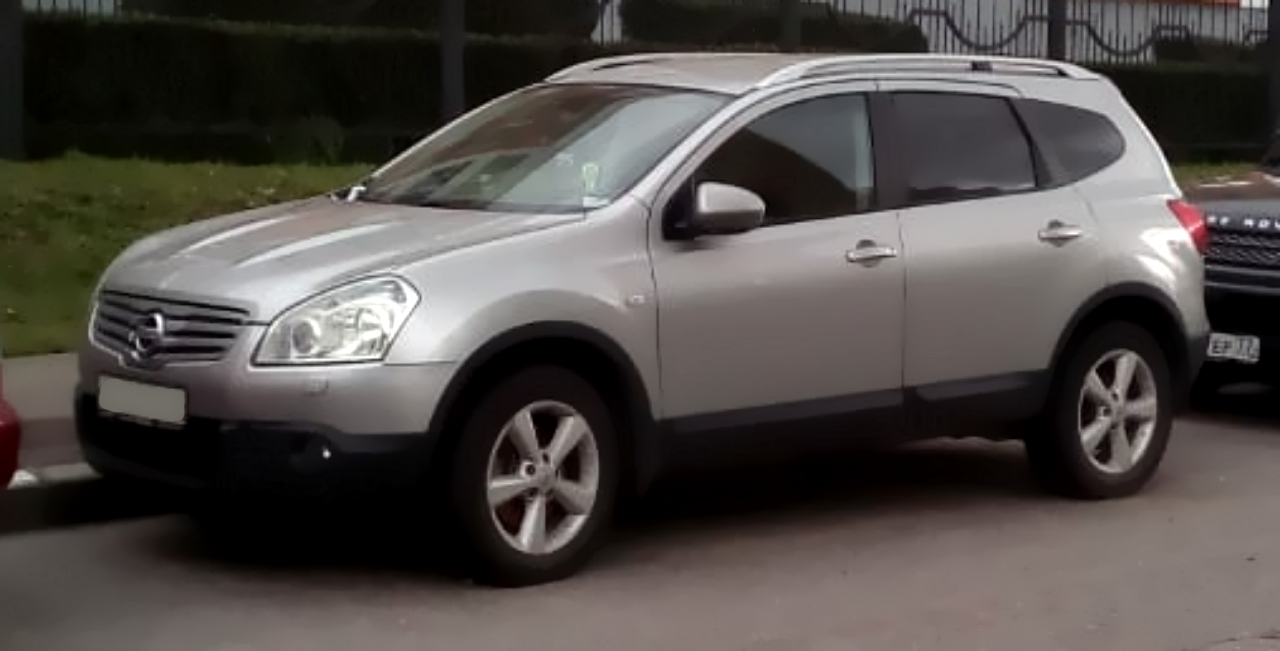
Nissan Qashqai+2 первых лет выпуска (2008—2010)

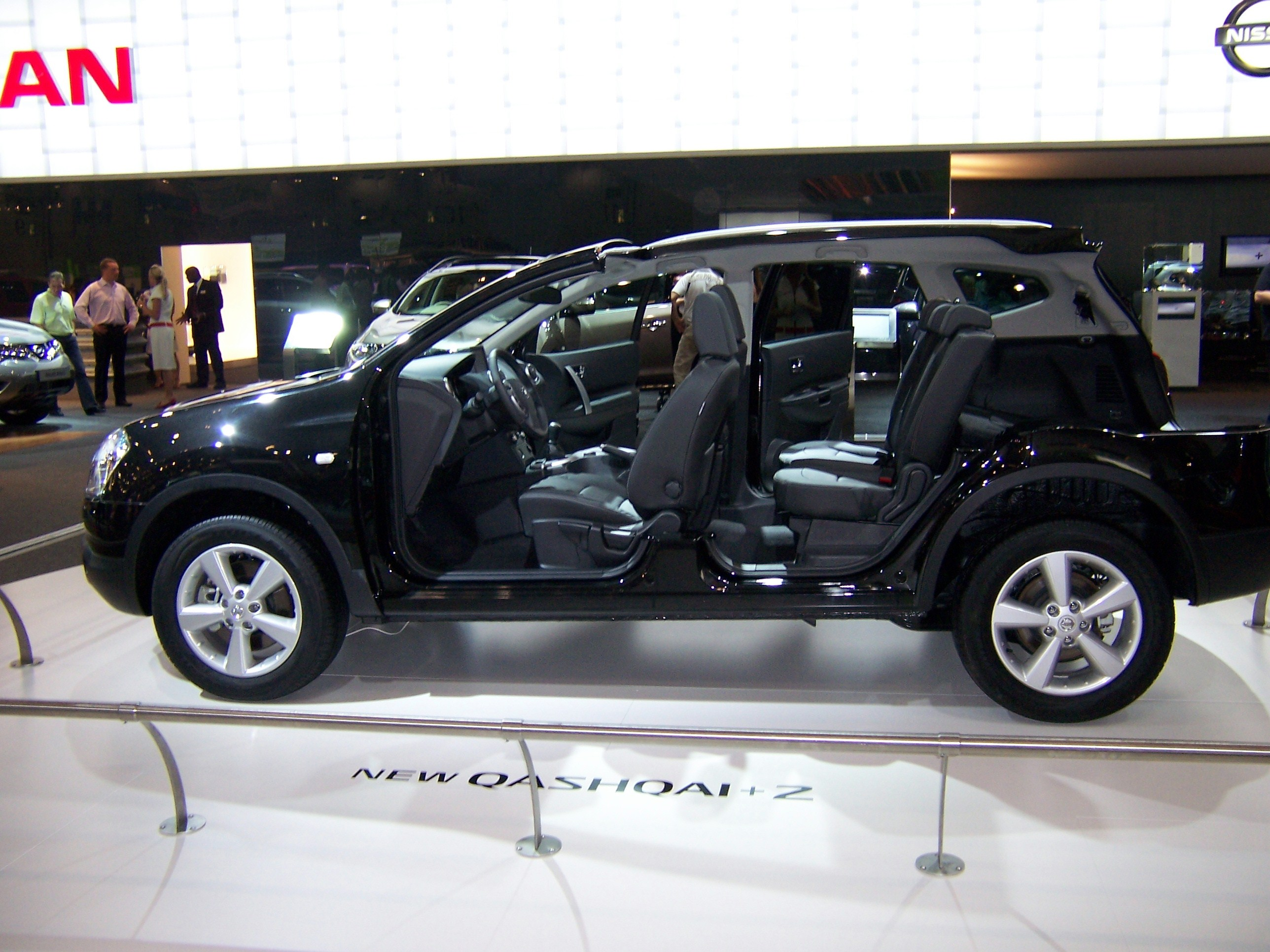
Nissan Qashqai+2 с полуразобранным кузовом, использовавшийся для демонстрации возможностей трансформации салона

Первые сведения о том, что Nissan выпустит удлинённую версию Qashqai с третьим рядом сидений, появились 10 мая 2007 года. В тот день на сайте британского журнала «Car» появились фото будущей модели. На них видна ранняя удлинённая модификация Qashqai, которая в экстерьере отличается от обычной, помимо длины и колёсной базы, увеличенными задними дверьми и более высокой крышей. Позднее публикация об этой модели появилась на итальянском портале «Autoblog.it» и на сайте «Carscoops», публикующем различные «шпионские» фото будущих серийных автомобилей. Редакторы этого сайта предположили, что семиместная версия либо является «мулом» для тестирования агрегатов будущего минивэна, либо эксклюзивной удлинённой версией для азиатских рынков. Версия, что автомобиль был предназначен всего лишь для тестирования агрегатов другой модели, был поддержан и редакцией российского издания «Драйв». 1 июня 2007 года о грядущей семиместной версии сообщило и американское издание «Car and Driver». 18 февраля 2008 года на международном портале «Motor1» появились новые фотографии тестирования семиместной модели, на которых видны заметные силуэтные отличия новой модификации от обычной.
Наконец, 5 апреля 2008 года Nissan опубликовала официальные фото семиместной модели и раскрыла её название — Nissan Qashqai+2. Официальная презентация модели состоялась 23 июля 2008 года на Лондонском автосалоне. Цены на модель в Великобритании были опубликованы 15 августа 2008 года: от 17 199 до 23 799 фунтов. Серийное производство на заводе в Сандерленде началось 21 августа, а продажи в Великобритании стартовали 18 сентября. Премьера семиместной модели для континентальной Европы состоялась в октябре 2008 года на Парижском автосалоне. В первый год продаж цены в различных странах Европы составляли: от 23 490 до 33 840 евро в Германии, от 812 тысяч крон либо 26 953 евро в Словакии, от 23 450 до 32 450 евро во Франции, от 20 860 до 33 950 евро в Италии и от 20 900 до 31 500 евро в Испании. Презентация модели для российского рынка прошла в августе 2008 года, а продажи стартовали в октябре. В мае 2009 года цены на модель начинались от 975 400 рублей. В Австралию модель первое время не поставлялась. По заявлениям менеджера по корпоративным связям австралийского подразделения компании Джеффа Фишера, семиместная версия хоть и могла добавить модели успеха в Европе, в Австралию экспорт семиместной модели на тот момент не рассматривался. В Японию семиместная модель также не поставлялась и не собиралась там на местном предприятии, а компания не сообщала о каких-либо планах на начало продаж на японском рынке.

### Рестайлинг (2009)

#### Европа и Австралия
Первая информация о том, что Nissan готовит обновление для Qashqai, появились 3 сентября 2009 года. Издание «Auto Express» опубликовало шпионские фотографии будущей модели, на которых обновлённые Qashqai и Qashqai+2 одеты в камуфляж спереди и частично сзади, но кузов остался открытым. Уже тогда стало ясно, что основные изменения у моделей будут в передней части. Спустя три месяца, 3 декабря 2009 года, были опубликованы официальные фото обновлённых моделей, а также список внесённых изменений. Официальная премьера обновлённых Qashqai и Qashqai+2 состоялась 2 марта 2010 года на Женевском автосалоне. На старте продаж в Великобритании цена на пятиместную модель начиналась от 15 395 фунтов, на семиместную — от 16 695 фунтов. Цены в Европе сильно разнились: в Румынии они начинались от 16 990 евро, в Чехии — от 559 900 крон, а в Нидерландах — от 22 300 евро. В России продажи обновлённых моделей начались весной 2010 года по цене от 753 000 до 1 163 000 рублей. Вместе с Европой с апреля 2010 года начался экспорт обновлённой модели в Австралию по цене от 24 990 австралийских долларов. С августа начался экспорт семиместной версии, получившей аналогично пятиместной модели имя Dualis+2, по цене от 29 990 до 36 890 австралийских долларов.
Как и ожидалось, основные изменения коснулись передней части: Qashqai и Qashqai+2 получили новый передний бампер, решётку радиатора (которая стала одинаковой у обоих автомобилей), передние фары и передние крылья, придавшие моделям более «агрессивный» внешний вид. Сзади кроссоверы получили новые светодиодные фонари. Стали доступны два новых цвета кузова: красный Magnetic Red и серый Titanium Grey. Были созданы два новых вида колёсных дисков: одни 16-дюймовые, вторые 17-дюймовые. По словам компании, эти изменения экстерьера снизили коэффициент аэродинамического сопротивления (Cx) с 0,34 до 0,33. В салоне также произошли некоторые улучшения: панель приборов была переработана, на ней был добавлен новый бортовой компьютер с монохромным дисплеем. Также за счёт многослойного изоляционного материала вокруг передней перегородки и установки «акустического» лобового стекла была улучшена шумоизоляция салона. Из остальных изменений можно отметить иное расположение ниш и карманов для хранения на центральной консоли и новые варианты обшивки сидений. Помимо изменений в дизайне, была представлена новая модификация 1,5-литрового дизельного двигателя, получившая название Pure Drive. Выбросы CO2 у неё были снижены со 137 до 129 г/км. С октября 2010 года произошли дополнительные изменения: все двигатели стали соответствовать экологическим нормам Евро-5, двигатели объёмом 1,5 и 1,6 литра стали мощнее на 4 и 2 л.с., соответственно. На 1,6-литровый бензиновый мотор стала устанавливаться система Stop/Start для экономии топлива. В комплектации n-tec по умолчанию стали устанавливаться 18-дюймовые легкосплавные диски. Стал доступен пакет «Chrome Pack», состоящий из хромированных ручек дверей, боковых накладок и контуров противотуманных фар.
В январе 2012 года Nissan объявила о внедрении в Qashqai и Qashqai+2 системы кругового обзора «Around View Monitor» (впервые появилась на модели Elgrand в 2007 году), которая позволяет с помощью камер по периметру автомобиля видеть происходящее вокруг него. Изображение с них выводится на экран в салоне. На экране виден сигнал со всех камер в виде взгляда на автомобиль сверху. Система кругового обзора активируется автоматически при включении задней передачи или нажатием специальной кнопки на приборной панели при движении со скоростью ниже 10 км/ч. В России такая система стала доступна в комплектациях SV+ и LE+ в качестве дополнительной опции. Цена за неё — 14 000 рублей для комплектации SV+ и 16 000 рублей для комплектации LE+. В сентябре 2012 года модель с системой кругового обзора была представлена на Парижском автосалоне и получила официальное название Qashqai 360. Она отличается от стандартной модели некоторыми другими деталями экстерьера: глянцевые чёрные рейлинги на крыше и зеркала заднего вида, 18-дюймовые чёрные диски и панорамная крыша, которая доступна уже в базовой комплектации. В интерьере автомобиль обладает сиденьями с частичной кожаной отделкой, глянцевой чёрной окантовкой рычага КПП и дверных ручек. Вместе с новой моделью появился новый цвет кузова — белый «Pearl White».
Продажи новой версии в Великобритании начались 7 января 2013 года по цене от 19 945 фунтов. В модельном ряду данная комплектация сменила модель n-tec, выпускавшуюся с 2009 года и занимавшую долю в 60% от всех проданных Qashqai в Великобритании. Одновременно с Великобританией начались продажи и в континентальной Европе. Так, в Германии цена на модель начиналась от 24 040 евро для пятиместной версии и от 25 500 евро для семиместной. Во Франции стартовая цена была на отметке 24 490 евро, в Словакии диапазон цен был в районе от 21 950 до 28 100 евро. Выпуск модели 360 стал последним обновлением Qashqai первого поколения перед выпуском нового, второго поколения модели. Презентация автомобиля следующего поколения состоялась 7 ноября 2013 года в Лондоне, а продажи в Европе и России стартовали весной 2014 года. Что касается Австралии, то там ещё в октябре 2013 года было решено, что следующее поколение автомобиля уже не будет иметь название «Dualis» на данном рынке. В июле 2014 года в Австралии стартовали продажи автомобиля второго поколения, но теперь уже под названием «Qashqai». Qashqai второго поколения стал преемником лишь для семиместной модели. Qashqai+2 не получил одноимённого преемника, а его место на рынке занял Nissan X-Trail третьего поколения, поскольку в его модельном ряду имеется версия с третьим рядом сидений. Это было предрешено ещё за год до смены поколений автомобиля, в июне 2013 года.

#### Япония и Китай

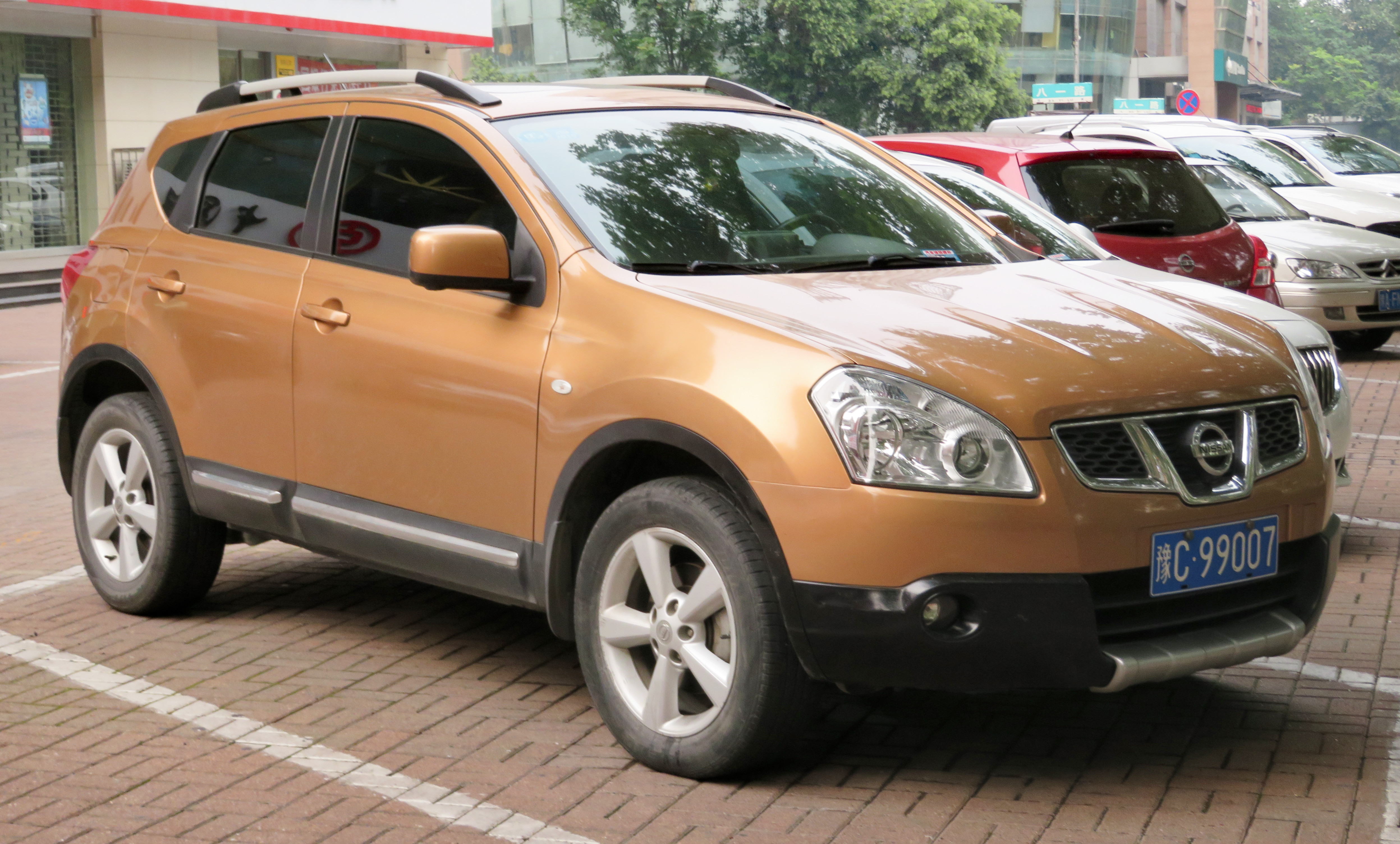
Рестайлинговая модель для рынка Китая (2010)

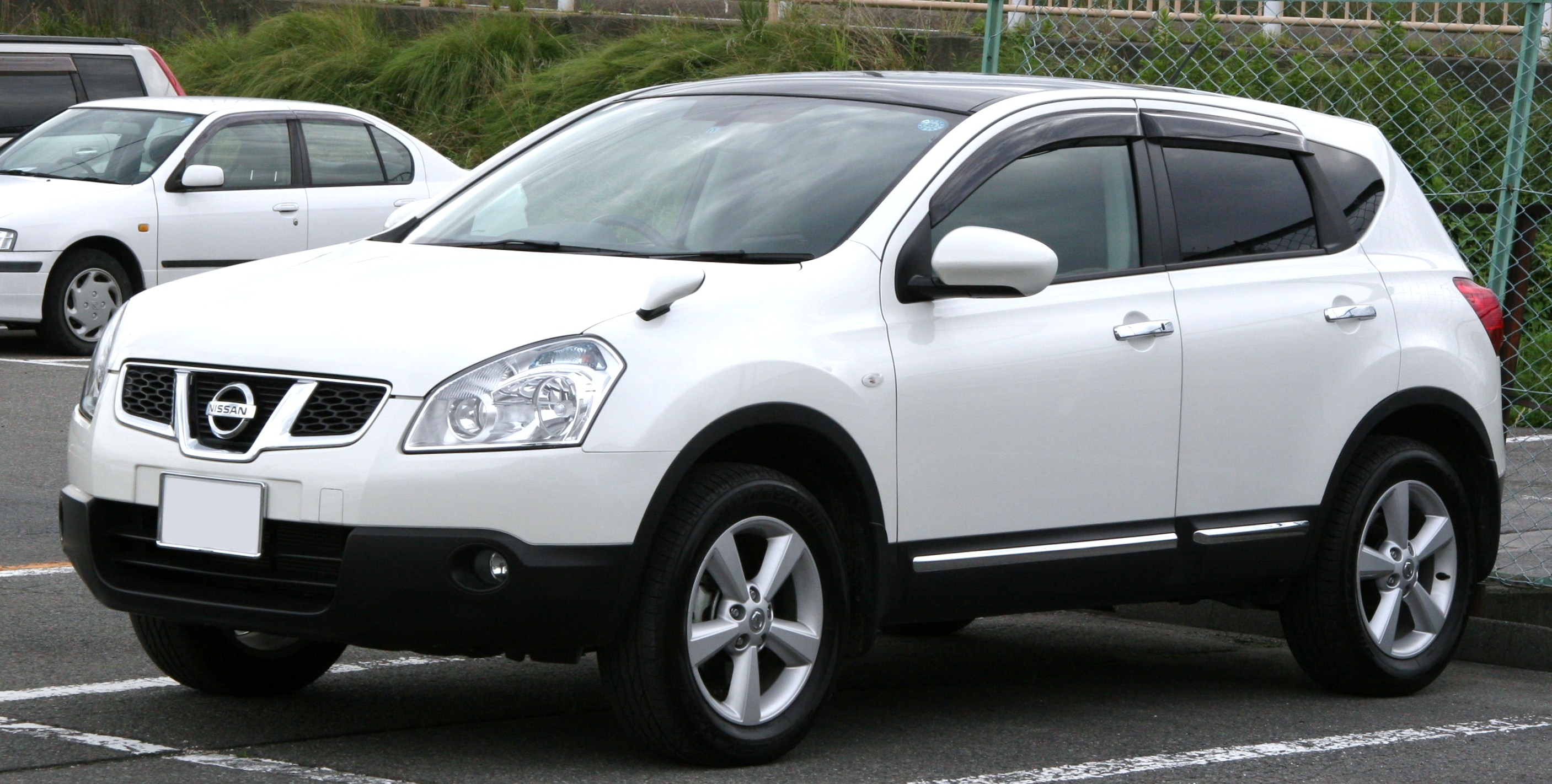
Рестайлинговая модель для японского рынка (2010)

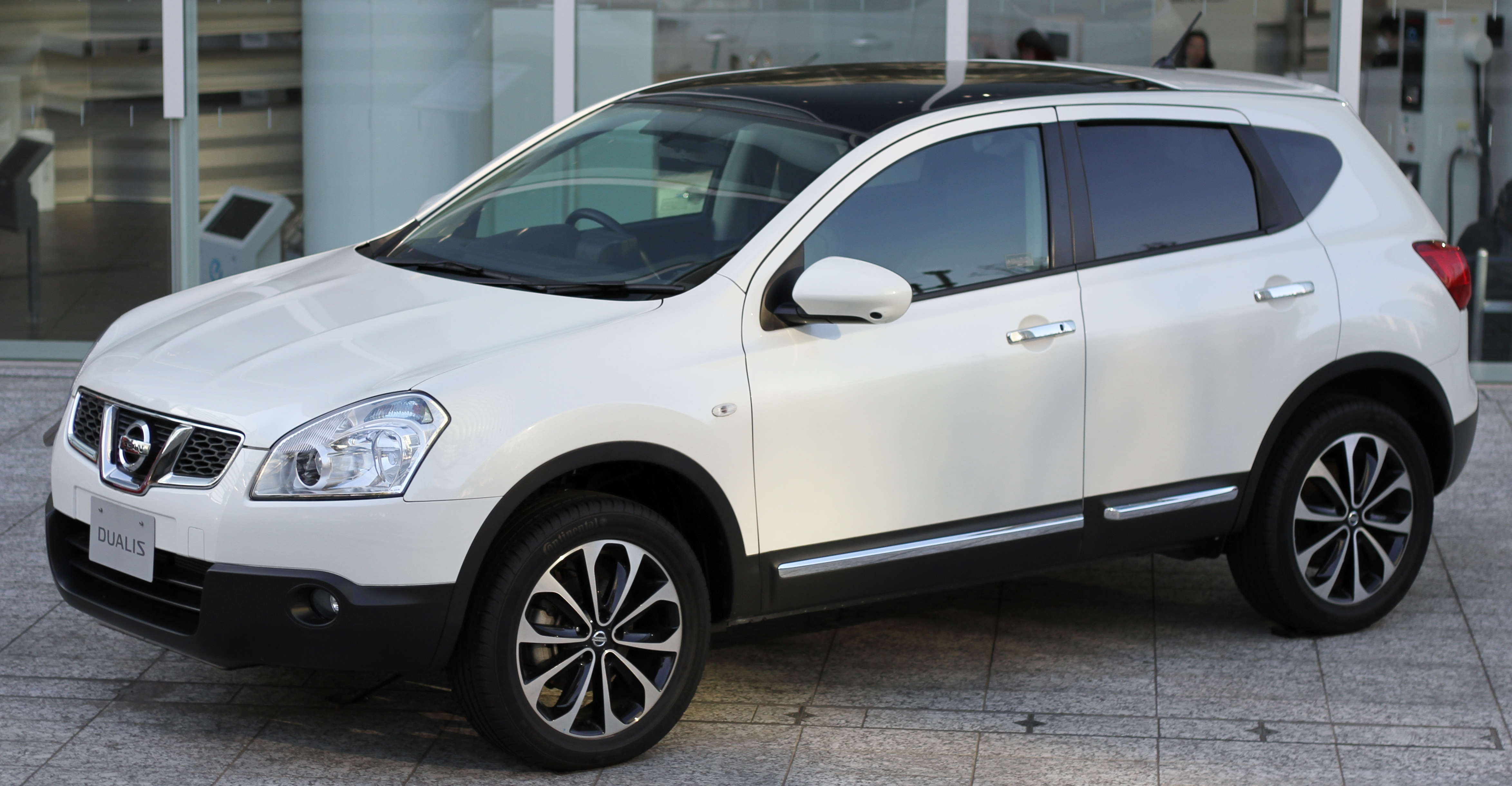
Nissan Dualis Urban Black Leather II (2011)

Азиатские страны также не обошло стороной обновление Qashqai, однако в Японии и Китае изменения имели несколько иной, по сравнению с европейским, характер. 27 августа 2010 года в Японии стартовали продажи во второй раз обновлённого Dualis по цене от 2 097 900 до 2 514 750 иен для стандартной модели и от 2 544 150 до 2 751 000 иен для модификации CrossRider. 21 июня 2011 года была выпущена вторая инкарнация модели Urban Black Leather, получившая приставку «II» в конце. Она вновь базируется на комплектациях 20G и 20G FOUR и имеет те же особенности, что и предыдущая версия. Отличия в этой модификации от предыдущей заключаются в 18-дюймовых колёсных дисках, взятых с европейской модели, улучшенной безопасности и наличия контроля динамики автомобиля (VDC). Производство Dualis в Японии завершилось в начале 2014 года. Qashqai второго поколения не собирался в Японии и не экспортировался туда с других рынков, а потому официальным преемником японской версии кроссовера объявили Nissan X-Trail третьего поколения, поступивший в продажу в Японии 9 декабря 2013 года.
Как и в Европе, обновлённый автомобиль получил изменения в экстерьере, в основном коснувшиеся передней части: на модель стала ставиться новая решётка радиатора. Дверные ручки стали хромированными, а гамма цветов кузова полностью изменилась и стала состоять из шести цветов: «Brilliant White Pearl» (белый), «Steel Blue» (тёмно-синий), «Grayish Bronze» (оттенок коричневого), «Super Black» (чёрный), «Brilliant Silver» (серебристый) и «Radiant Red» (красный). В комплектациях 20G и 20G FOUR в качестве опций стали доступны 18-дюймовые алюминиевые колёсные диски. На панели приборов появился новый 3,6-дюймовый бортовой компьютер, на центральной консоли установлен новый отсек для хранения мелочей, а на задних сиденьях стали устанавливаться крепления для детских кресел Isofix. На автомобиль стала ставиться система экономичного вождения, подобная таковой в европейской версии. Это позволило снизить налог для владельцев автомобиля (в Японии на более экологичные автомобили действуют сниженные налоги). Из модельного ряда была убрана комплектация 20S FOUR.
Что касается китайской модели, то её рестайлинг должен был изначально пройти в третьем квартале 2010 года, однако был отодвинут до декабря 2010 года. Обновление, как и в Японии, было небольшим. Основное изменение экстерьера заключается в новой хромированной решётке радиатора и новых передних фарах. Боковые указатели поворота были перенесены на зеркала заднего вида, а панорамная крыша (которую на данной модели ввиду её монолитности и отсутствия каких-либо люков невозможно открыть) стала стандартным оборудованием. В гамме цветов появился новый — оранжевый. Что касается интерьера, то на центральной консоли появился экран, на который выводится изображение с камеры заднего вида и изображение с камер по периметру (система кругового обзора). На магнитоле был добавлен вход AUX, а на потолке появилась система экстренного вызова «Carwings». 4 сентября 2014 года было проведено ещё одно обновление модели, коснувшееся в основном её комплектаций. Было добавлено три новых версии: Coolfire, Coolray и Cool, все в сочетании с двухлитровым мотором. Из изменений можно отметить переехавший на верхнюю часть центральной консоли экран (здесь наблюдается противоречие, поскольку уже в 2010 году ЖК-экран и так был сверху), автоматические ксеноновые фары и новые 17-дюймовые колёсные диски. На момент обновления цена на Xiaoke составляла от 139 800 до 219 800 юаней. Выпуск модели продолжался до октября 2015 года, когда началось производство Qashqai второго поколения.

## Дизайн и конструкция

### Экстерьер и интерьер

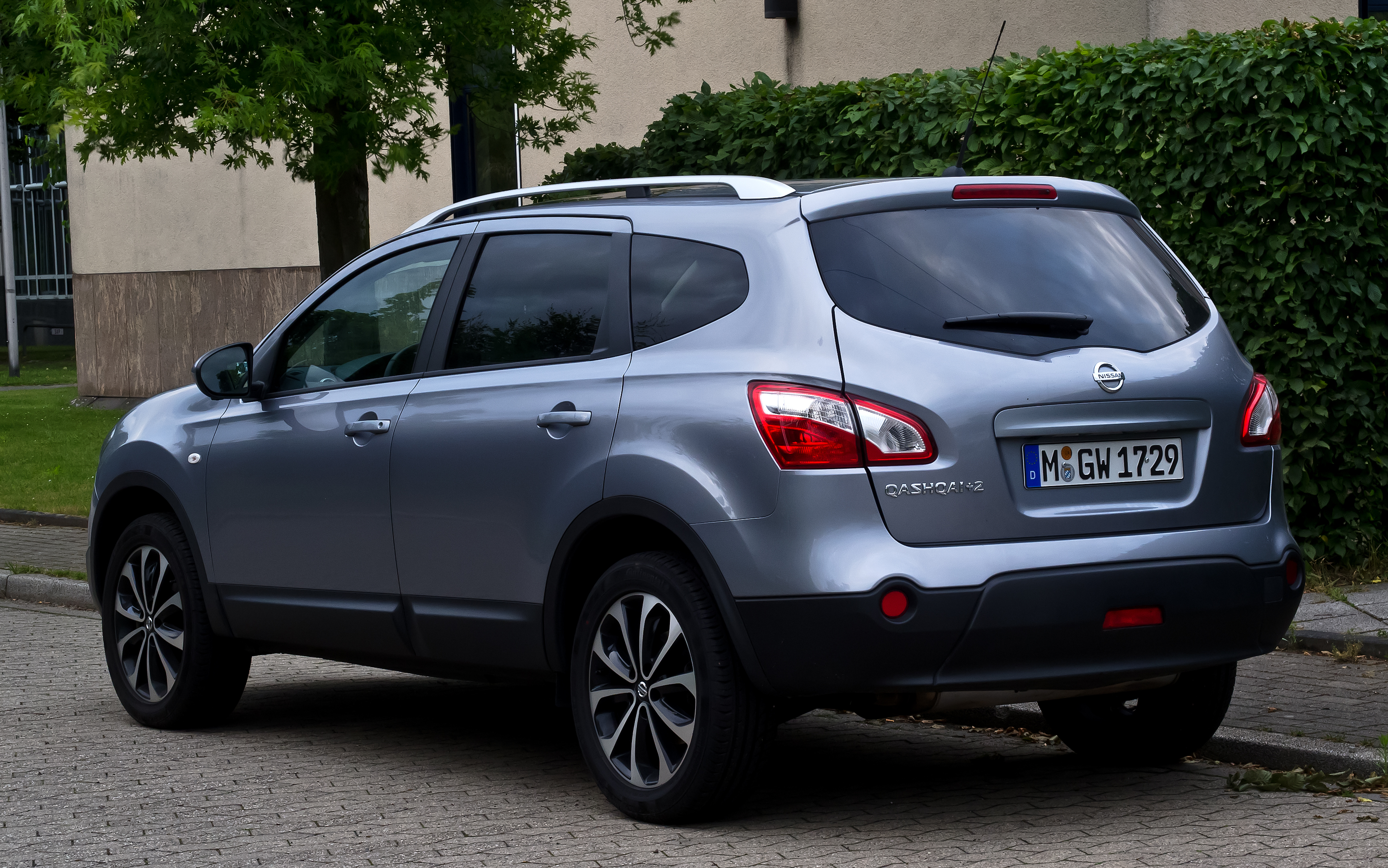
Qashqai+2 после рестайлинга, вид сзади

По типу кузова Qashqai относится к классу компактных кроссоверов (то есть кроссоверов, по габаритам схожих с автомобилями сегмента C), причём официальная позиция компании заключается в том, что Qashqai — городской кроссовер, не подходящий для бездорожья. Однако, такая классификация не везде одинакова: в Японии автомобиль официально представили как среднеразмерный кроссовер (в Европе и США такую же нишу занимала модель Murano, которая в Японии носила статус «премиального кроссовера»), а в Австралии его часто называли хетчбэком. Как заявил главный дизайнер Qashqai Стефан Шварц, «он не разрабатывался как внедорожник и не должен считаться таковым». Кроссовер стал одним из трёх автомобилей, сменивших на конвейере модель Almera. Сегмент, который занимала Almera, Nissan поделил на три части: его нижний ценовой диапазон покрывает семейный субкомпактвэн Note, средний — хетчбэк и седан Tiida, а верхний — кроссовер Qashqai. В Австралии модель заняла в гамме место между Tiida и кроссовером X-Trail. С последним модель делит общую платформу, но при этом у них разное позиционирование: X-Trail является автомобилем для активного отдыха (то есть поездок на природу), а Qashqai — автомобилем исключительно для городской среды. По размерам кузова Qashqai встаёт ровно между хетчбэками C-класса и традиционными кроссоверами тех времён — длина составляет 4310 мм, ширина — 1780 мм, высота — 1610 мм, а колёсная база — 2630 мм. Таким образом, по длине модель примерно на 100 мм длиннее типичного хетчбэка и на 150 мм короче традиционного кроссовера. Сочетание в себе характеристик как легкового автомобиля, так и внедорожника, является одной из главных отличительных особенностей модели. По словам Стефана Шварца, Qashqai — это альтернатива традиционным сегментам автомобильного рынка, в которых в 2000-е годы было строгое деление на легковые автомобили и внедорожники. Будучи «слиянием различных тем и концепций, он размывает границы и превосходит ожидания».
Экстерьер модели, по словам редакторов российского издания «Авторевю», не блещет индивидуальностью и целиком перекликается с более ранними наработками других компаний, что, впрочем, делает его «массовым» и приемлемым для большинства покупателей. Тоже самое подметила и редакция журнала «Car», назвав Qashqai «консервативным Nissan, не дотягивающим до стандартов дизайна, установленных моделями Micra, Murano, Cube, Pathfinder и Note». От обычных хетчбэков модель отличает в первую очередь высокий клиренс. С внедорожниками Qashqai также роднит пластиковое покрытие переднего и заднего бампера, боковых порогов, а также выраженные колёсные арки. Чтобы не казаться слишком массивным, задний бампер был визуально облегчён выштамповками. Передний бампер, воздухозаборник и решётка радиатора визуально делают автомобиль шире. Контуры фар и линии передних стоек вместе изображают воздушные потоки, подчёркивающие динамичность модели, а боковая подоконная линия, переходящая в задние фонари, подчёркивает компактность автомобиля и указывает на сходство с моделью Murano. Сами задние фонари приобрели свой внешний вид после продувки предсерийных макетов автомобиля в аэродинамической трубе, по результатам которой дизайнеры и конструкторы пришли к наиболее подходящей для них форме. Отдельно отмечается сходство с другим кроссовером Nissan — Murano. Как заявил Стефан Шварц, «словно братья, они оба явно из одной семьи, но при этом каждый обладает индивидуальностью». Дизайнер заявил, что его команда руководствовалась наработками дизайна Murano для создания Qashqai, сохранив несколько черт дизайна Murano в новой модели.
В общих чертах дизайн модели получился куда более скудным, нежели продемонстрированный за два года до неё дизайн концепта. Это разительное отличие было подмечено журналистами австралийского журнала «Drive» ещё во время презентации модели на Парижском автосалоне в сентябре 2006 года. Директор отдела дизайна Renault Патрик ле Кеман заявил, что «хотя дизайн изменился, основы концепта остались неизменными». По словам Широ Накамуры, директора отдела дизайна компании, концепт получился слишком «внедорожным». Если бы такая модель стала бы выпускаться серийно, то была бы внутренняя конкуренция с моделью X-Trail, поэтому было решено увести дизайн Qashqai в сторону дизайна хетчбэков C-сегмента. Редакция издания «Авторевю» отметила, что Qashqai получился «слишком правильным, серьёзным, скучноватым». Широ Накамура заявил, что такой дизайн получился неспроста: «агрессивный и современный» экстерьер более ранней модели Primera стал фактором провала: в Европе модель не оценили и она плохо продавалась. Поэтому дизайн экстерьера Qashqai был сделан более сдержанным и «аккуратно выполненным». Накамура заявил, что автомобили C- и D-сегментов (к последнему относится Primera) не должны выделяться и быть «весёлыми» в дизайне, в отличие, например, от автомобилей B-класса (к которому относится Nissan Micra). Ещё одной причиной «скучного» дизайна стали требования к безопасности: по словам Накамуры, концепт можно делать как угодно, не глядя на требования, а вот серийный автомобиль должен соответствовать множеству технических норм, соблюдение которых крайне тщательно проверяется.

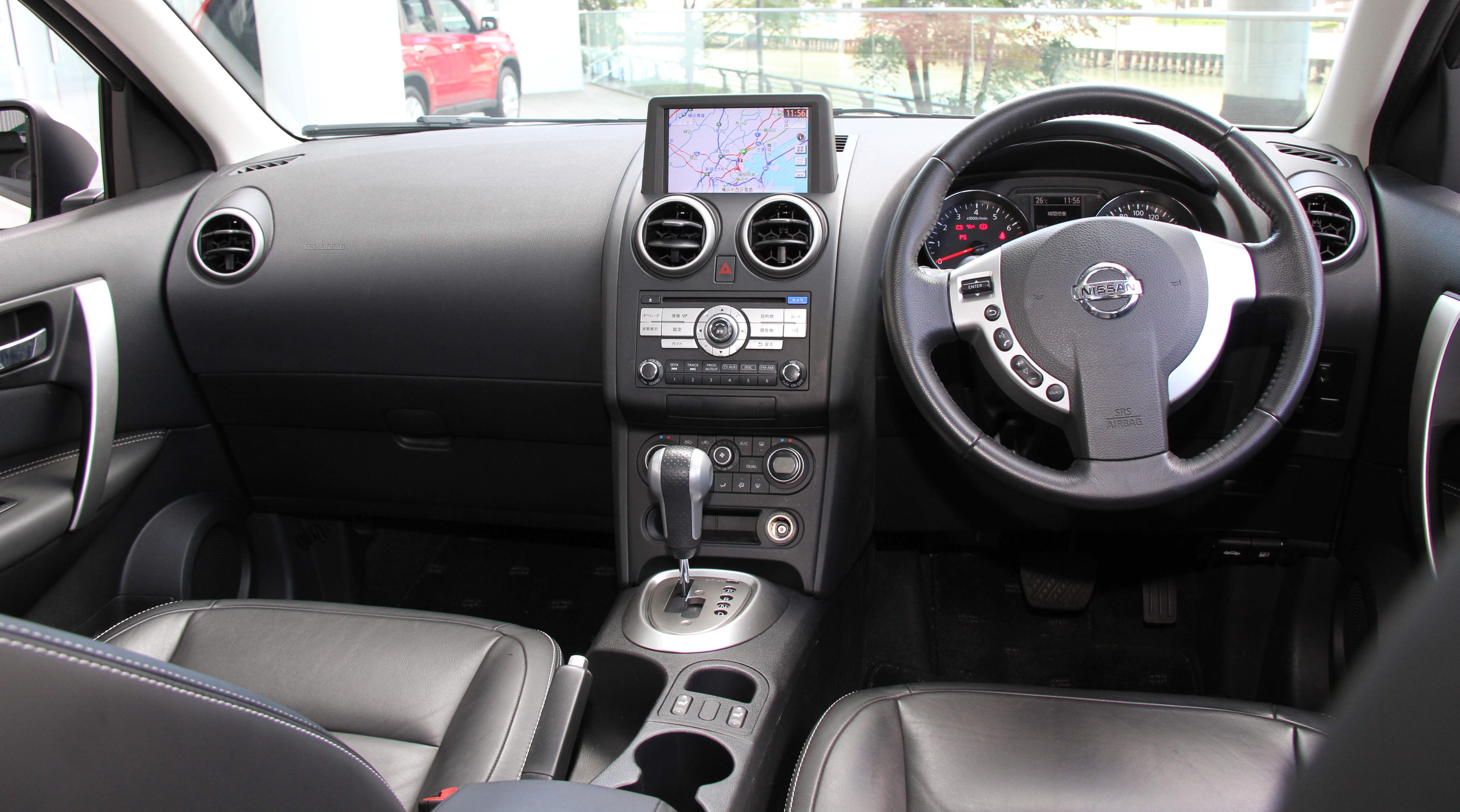
Интерьер (японская модель после рестайлинга в специальной версии Urban Black Leather II)

Интерьер автомобиля, как и экстерьер, является двойственным: он совмещает простор семейного автомобиля и атмосферу кабины самолёта. Таким образом, салон разделён на «рабочую зону» для водителя и «зону отдыха» для пассажиров. В некоторых вариантах отделки салона зона пассажиров выделена коричневым цветом, что делает Qashqai похожим на автомобили люксового бренда Infiniti. За основу пропорций и размеров интерьера был выбран французский автомобиль Peugeot 307. Рулевое колесо модели трёхспицевое, обтянутое кожей, регулируется по высоте и по вылету. На нём расположены кнопки управления информационно-развлекательной системой. Панель приборов основана на таковой у мотоциклов. У модели до рестайлинга она состоит из больших циферблатов спидометра и тахометра, а между ними расположены бортовой компьютер и круглый экран с одометром, уровнем топлива и термометром, имеющий оранжевую подсветку. Центральная консоль начинается с 7-дюймового ЖК-экрана (в топовой версии на него выводится изображение с камеры заднего вида), под ним расположены два воздуховода и информационно-развлекательная система с поддержкой Bluetooth-гарнитуры. Чуть ниже находится блок климат-контроля. После блока климат-контроля центральная консоль переходит в центральный тоннель. Он начинается с рычага КПП, за которым в полноприводных версиях расположен блок управления полным приводом, скопированный с модели X-Trail. Передние кресла имеют ярко выраженную боковую поддержку. Задний ряд сидений хоть и является трёхместным, но имеет выраженную форму и отделку цветом только для двух пассажиров. Минимальный объём багажника составляет 352 литра, а со сложенными задними сиденьями может достигать 1513 литров. Панорамная крыша сделана из многослойного стекла, что помогает защитить пассажиров от ультрафиолетового излучения и поглощать тепло. Также внутри присутствует шторка с электроприводом, закрывающая крышу изнутри.
Что касается семиместного Qashqai+2, то для добавления дополнительного ряда сидений автомобиль пришлось удлинить: колёсная база выросла до 2765 мм, а объём багажника — до 450 л. Длина модели выросла на 211 мм, а высота — на 38 мм. Третий ряд сидений по высоте подходит либо для детей, либо для низкорослых взрослых (по словам издания «За рулём» — для людей ростом до 160 см). Второй ряд сидений стал более трансформируемым: его теперь можно двигать продольно на 240 мм, складывать в пропорциях 40:20:40 (то есть каждое сиденье отдельно) и регулировать угол наклона спинки. В багажнике под полом появилось специальное отделение, в которое можно убирать роликовую шторку или другие вещи пассажиров. Изменилась и геометрия кузова: он стал выше и длиннее, особенно изменение высоты заметно на задней стенке. На модель устанавливались иные передние и задние двери, задние боковые окна стали длиннее. Подвеску и усилитель рулевого управления из-за изменения массы и грузоподъёмности пришлось перенастроить. Из косметических изменений можно отметить новую решётку радиатора и рейлинги на крыше. С пятиместной моделью автомобиль схож оформлением интерьера, передней частью кузова (до стоек лобового стекла) и тем же выбором двигателей.

### Комплектации

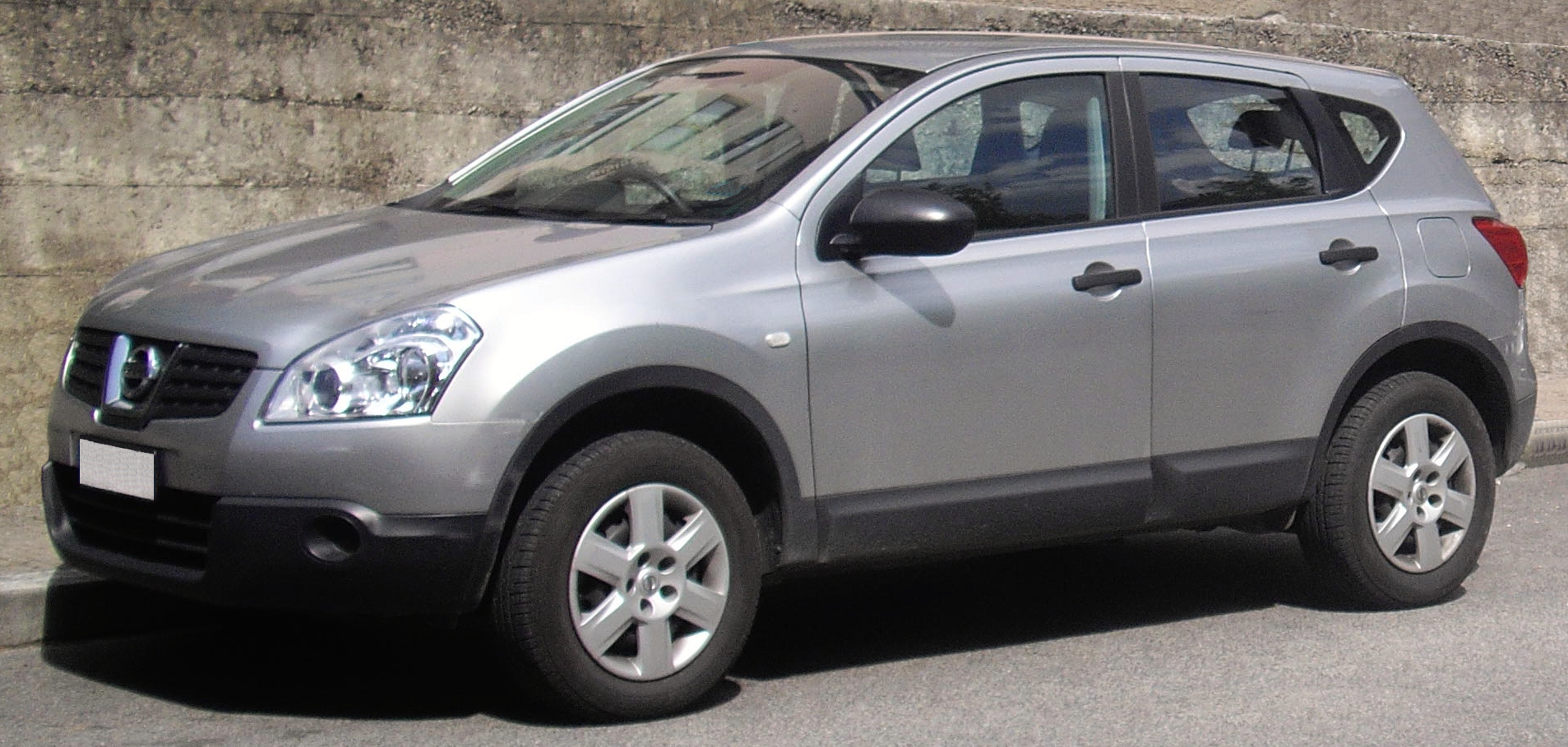
Европейская модель в базовой версии Visia. Видны ручки дверей и зеркала заднего вида, сделанные из пластика, а также стальные колёсные диски с колпаками на них

В Великобритании и континентальной Европе Qashqai предлагался в трёх комплектациях: базовая Visia, средняя Acenta и топовая Tekna. Уже в стандартной комплектации Visia кроссовер включал в себя регулируемое по высоте сиденье водителя, зеркала заднего вида с подогревом и электрической регулировкой, электрические стеклоподъёмники, кондиционер, перчаточный ящик с возможностью охлаждения, пыльцевой фильтр, а также 16-дюймовые стальные диски. В комплектации Acenta добавлялись поясничная поддержка для сиденья водителя, автоматические фары и стеклоочистители, ультразвуковые задние датчики парковки, передние противотуманные фары, двухзонный климат-контроль и центральный подлокотник для задних пассажиров. Наконец, комплектация Tekna включала в себя кожаную обивку и подогрев передних сидений, ксеноновые фары вместо галогенных, 17-дюймовые легкосплавные диски и систему бесключевого доступа Nissan Intelligent Key. Что касается панорамной крыши, то она являлась дополнительной опцией для комплектации Acenta, за которую необходимо было доплатить 700 фунтов в Великобритании. В комплектации Tekna панорамная крыша являлась уже стандартным оборудованием.
Российские комплектации отличались от европейских: в 2008 году Qashqai предлагался в версиях XE, SE, SE+, LE и LE+. В базовой комплектации XE автомобиль оснащался ABS, EBD, системой помощи при торможении Break Assist, шестью подушками безопасности, иммобилайзером, кондиционером, охлаждаемым перчаточным ящиком, подогревом передних сидений, CD-магнитолой с поддержкой Bluetooth Handsfree и 16-дюймовыми стальными колёсными дисками. В комплектации SE добавлялись двухцветная отделка салона и передней панели, датчик дождя, двухзонный климат-контроль, электропривод складывания зеркал заднего вида, 16-дюймовые легкосплавные диски и противотуманные фары. Комплектация SE+ отличалась от комплектации SE только чёрным салоном и серебристыми дверными ручками и рулевого колеса. Комплектация LE включала в себя кожаный салон, систему контроля устойчивости, задние парктроники, систему бесключевого доступа Nissan Intelligent Key, магнитолу с CD-чейнджером и 17-дюймовые легкосплавные диски. Наконец, в комплектацию LE+ входили камера заднего вида и дисплей на центральной консоли.
По состоянию на июнь 2013 года, в Японии Dualis предлагался лишь в двух комплектациях: 20G и 20G FOUR. Единственная разница у двух комплектаций заключается в наличии у последней полного привода (отсюда и её название). Стандартное оборудование включало в себя окрашенные в цвет кузова зеркала заднего вида с электроприводом и дистанционным управлением, передние и задние стеклоочистители с функцией регулировки скорости, обогрев заднего стекла, тахометр, электроусилитель рулевого управления, центральный замок, розетку с напряжением 12 вольт, карманы для хранения вещей в дверях, выдвижную радиоантенну на крыше, лампы освещения багажного отделения, регулируемые по высоте подголовники передних кресел, четыре крючка для багажа, тонировку стёкол, складываемый в пропорциях 40:60 задний диван, подлокотник для задних пассажиров, отсеки для хранения мелочей, запасное 16-дюймовое колесо, хромированные боковые пороги, ремни безопасности с ограничителями нагрузки и двойными преднатяжителями, регулируемые по высоте крепления для ремней безопасности, предупреждающий световой и звуковой сигнал о непристёгнутом ремне безопасности и блокировку дверей для защиты детей. В качестве дополнительного оборудования предлагались камера заднего вида, мониторинг слепых зон, переключатели на рулевом колесе для управления мультимедиа и телефоном, навигационная система «Carwings» со встроенным телевизионным приёмником и 7-дюймовый экран на центральной консоли (два последних шли вместе). Были также опции, предлагаемые дилерами. Они включали иные системы мультимедиа и навигации, фильтры пыльцы, аллергенов и запахов, собственные напольные ковры, пепельницу с подсветкой, брызговики для всех колёс и спойлер.
Австралийская модель тоже не обладала большим разнообразием комплектаций: их было всего две — базовая ST и топовая Ti. Уже в базовой комплектации ST автомобиль оснащался двумя фронтальными подушками безопасности, антиблокировочной системой тормозов, электроприводом зеркал заднего вида и стеклоподъёмников, CD-проигрывателем, центральным замком, круиз-контролем и кондиционером. За дополнительную плату в 2000 австралийских долларов можно было приобрести пакет опций, включавший в себя систему контроля устойчивости (VDC, аналог ESC/ESP в Европе), боковые подушки и шторки безопасности и 16-дюймовые легкосплавные диски. В топовую комплектацию Ti, помимо вышеописанных опций, входили также подогрев передних сидений, CD-чейнджер с шестью слотами и поддержкой Bluetooth, противотуманные фары, а также автоматические фары и стеклоочистители с датчиками дождя.

### Технические характеристики
Qashqai первого поколения построен на платформе Nissan C, которую делит в том числе с кроссовером Nissan X-Trail второго поколения и минивэном Nissan Serena третьего поколения, а также с автомобилем C-сегмента Renault Mégane второго поколения и компактным кроссовером Renault Koleos. Кузов модели на 30% более жёсткий, чем у X-Trail. Привод — либо передний, либо полный. По словам Стефана Шварца, «полноприводная опция нужна в первую очередь для обеспечения лучшего сцепления с дорогой и большей безопасности в любых дорожных условиях». Передняя подвеска — независимая, типа McPherson, с подрамником на эластичной основе; задняя — независимая, многорычажная. Чтобы обеспечить наилучшую возможную управляемость, амортизаторы, выпускаемые фирмой Sachs, были сделаны более жёсткими по сравнению с другими моделями на той же платформе. Рулевой механизм снабжён электроусилителем. В автомобиль встроено три программы рулевого управления: одна для Японии и две для Европы (для бензиновых и для дизельных моторов). Есть также место и для четвёртой программы, но оно так и не было заполнено. Передние тормоза — дисковые, вентилируемые, задние — дисковые. Устанавливаемые колёса — либо 215/65 R16, либо 215/60 R17.
Что касается двигателей, то их было четыре: два бензиновых и два дизельных с турбонаддувом. Базовым бензиновым мотором является 1,6-литровый (1598 см³) двигатель HR16DE с максимальной мощностью 115 л. с. (84 кВт) при 6000 об/мин и максимальным крутящим моментом 156 Н·м при 4400 об/мин. Второй бензиновый двигатель — двухлитровый (1997 см³) MR20DE — имеет максимальную мощность 140 л.с. (104 кВт) при 6000 об/мин и максимальный крутящий момент 196 Н·м при 4800 об/мин. Для этих моторов рекомендованным топливом является бензин с октановым числом 95. Базовый дизельный двигатель K9K был разработан совместно с Renault. Его объём составляет 1,5 литра (1461 см³), максимальная мощность — 106 л.с. (78 кВт) при 4000 об/мин, максимальный крутящий момент — 240 Н·м при 2000 об/мин. Двухлитровый (1994 см³) турбодизельный мотор M9R также является продуктом совместной разработки Renault и Nissan. Эта модификация двигателя является продуктом совместной разработки команд инженеров Nissan из британского города Крэнфилд и испанского города Барселоны, которые адаптировали её для установки на версию Qashqai с полным приводом (до этого модели компании с полным приводом таким мотором не комплектовались). Он развивает максимальную мощность 150 л.с. (110 кВт) при 4000 об/мин и максимальный крутящий момент 320 Н·м при 2000 об/мин. Выбор коробок передач также был достаточно широким: пятиступенчатая МКПП для 1,6-литрового двигателя и 6-ступенчатая для остальных, клиноременный вариатор для двухлитрового бензинового мотора и 6-ступенчатый автомат для двухлитрового дизельного двигателя. Оба двухлитровых мотора доступны как с передним, так и с полным приводом, а для 1,5 и 1,6-литрового предусмотрен только передний привод.
| Технические характеристики двигателей | Технические характеристики двигателей | Технические характеристики двигателей | Технические характеристики двигателей | Технические характеристики двигателей |
|                                       | 1.6 HR16DE                            | 2.0 MR20DE                            | 1.5 K9K dCi                           | 2.0 M9R dCi                           |
| ------------------------------------- | ------------------------------------- | ------------------------------------- | ------------------------------------- | ------------------------------------- |
| Тип двигателя                         | бензиновый                            | бензиновый                            | турбодизельный                        | турбодизельный                        |
| Конфигурация цилиндров                | I4                                    | I4                                    | I4                                    | I4                                    |
| Рабочий объём                         | 1598 см³                              | 1997 см³                              | 1461 см³                              | 1994 см³                              |
| Степень сжатия                        | 10,7:1                                | 10,2:1                                | 15,3:1                                | 16,0:1                                |
| Число клапанов                        | 16                                    | 16                                    | 16                                    | 16                                    |
| Диаметр цилиндра/ход поршня           | 78,0/83,6 мм                          | 84,0/90,1 мм                          | 76,0/80,5 мм                          | 84,0/90,0 мм                          |
| Мощность                              | 84 кВт (115 л. с.) при 6000 мин−1     | 104 кВт (140 л. с.) при 6000 мин−1    | 78 кВт (106 л. с.) при 4000 мин−1     | 110 кВт (150 л. с.) при 4000 мин−1    |
| макс. Крутящий момент                 | 156 Н·м при 4400 мин−1                | 196 Н·м при 4800 мин−1                | 240 Н·м при 2000 мин−1                | 320 Н·м при 2000 мин−1                |
| КПП                                   | 5-ступ. МКПП                          | 6-ступ. МКПП вариатор                 | 6-ступ. МКПП                          | 6-ступ. МКПП 6-ступ. АКПП             |
| Максимальная скорость                 | 175 км/ч                              | 192 км/ч 180 км/ч (вариатор)          | 174 км/ч                              | 168 км/ч (МКПП)                       |
| Разгон, 0-100 км/ч                    | 12 с                                  | 10,71 с 10,7 с (вариатор)             | 12,2 с                                | 10,5 с (МКПП)                         |
| Расход топлива (смешанный)            | 6,7 л                                 | 8,2 л 8,0 л (вариатор)                | 5,4 л                                 | 6,6 л                                 |

## Безопасность

### Тесты EuroNCAP
Автомобиль в базовой комплектации Visia прошел краш-тест Euro NCAP в 2007 году. Согласно отчёту, тестируемый автомобиль был оснащён передними и боковыми подушками безопасности, шторками безопасности, а также преднатяжителями и ограничителями нагрузки передних ремней безопасности. На задних сиденьях присутствовала система для крепления детских кресел ISOFix. Во фронтальном краш-тесте Qashqai показал себя отлично: все пассажиры были максимально защищены. Лишь грудная клетка водителя не была защищена максимально. Двойные преднатяжители ремней безопасности сделали своё дело: ноги пассажиров не столкнулись с передней панелью. Касательно бокового удара был оставлен краткий комментарий: максимальное количество очков как за удар об автомобиль, так и за удар в столб. Дети также были защищены отлично, но у организации возникли вопросы по другой теме: информация о статусе подушки безопасности пассажира (которую можно отключить для перевозки на переднем сиденье ребёнка в детском кресле) не была чётко отображена. То же самое и с креплениями ISOFix — информация о их наличии также была неявной. Что касается защиты пешеходов, то передний бампер автомобиля получил максимальное число очков за защиту ног пешехода. Иная ситуация с капотом: его передний край не набрал ни одного балла за защиту головы пешехода. Защита головы ребёнка-пешехода оказалась удовлетворительной. Итоговый результат: пять звёзд за безопасность взрослых пассажиров, четыре звезды за безопасность детей и две звезды за безопасность пешеходов. Этим результатом Qashqai побил рекорд и стал самым безопасным для пассажиров автомобилем по версии EuroNCAP.

### Тесты ANCAP
Модель для австралийского рынка была испытана в ноябре и декабре 2007 года на безопасность организацией ANCAP, занимающейся созданием рейтингов безопасности для автомобилей, доступных в Австралии. Было проведено два теста: для модели со шторками безопасности и для модели без них. Отличие минимальное: модель со шторками прошла боковой краш-тест, в котором получила максимальные два балла за защиту пассажиров. Модель без шторок подобный тест не проходила, поэтому её результат отличается на два очка. Во фронтальном ударе Dualis получил 15,83 очков. Голова, шея, бёдра и ноги пассажиров получили по четыре очка за безопасность, лишь грудная клетка (как и в европейском тесте) лишилась нескольких баллов. Капсула безопасности (то есть пространство салона) почти не уменьшилась. Педаль сцепления сдвинулась на 65 мм назад и на 10 мм вперёд, рулевая колонка — на 45 мм назад, 2 мм вверх и 8 мм в сторону. Передние стойки кузова сместились вперёд на 5 мм. Двери не были заблокированы из-за удара, контакт водителя и пассажира с подушкой безопасности был устойчивым, опасности для колен передняя панель не представляла. В боковом ударе автомобиль также показал себя отлично, за защиту не было снято ни одного балла. Рейтинг защиты пешеходов также не отличается от европейского: две звезды и 18,12 очков из 36.

## Критика

### Изначальные мнения
Сразу после презентации Nissan Qashqai для прессы английский журнал «Car» назвал новый кроссовер «правильным автомобилем в правильное время» и заявил, что у модели «есть шанс стать горячим (популярным) автомобилем». Другое британское издание, «Business Car», говоря о внешности автомобиля, отметило, что «в стилевом отношении он не поразит сегмент». При этом сильной стороной выделили интерьер и качество сборки автомобиля, заявив, что они «находятся на одном уровне с лучшими автомобилями по этим показателям». Побывавшие на Парижском автосалоне 2006 года корреспонденты издания «Авторевю» назвали Qashqai «идеальным автомобилем для многих из нас», отметив, что модель «весьма приятна на вид и неплохо собрана». Австралийское издание «Drive» посчитало, что Nissan поступила правильно, сменив название автомобиля на австралийском рынке на «Dualis». В целом, редакции автомобиль понравился, новостная статья завершилась словами «какая отличная идея и какой стильный автомобиль... если бы только они привезли дизель».

### Обзоры и оценки
Российское издание «Авторевю» в 2010 году провело сравнительный тест нескольких компактных кроссоверов. К этому моменту с теперь уже обновлённым Qashqai конкурировали как минимум 14 автомобилей. В тесте, кроме модели от Nissan, принимали участие Mitsubishi ASX, Hyundai ix35, Peugeot 3008, Honda CR-V и Toyota RAV4 — все в одном ценовом диапазоне: от 1 150 000 до 1 303 000 рублей. Qashqai сразу впечатлил эргономичным салоном. Редакция отметила, что в этом плане «Qashqai безупречен». А вот в плане простора японский кроссовер уступил конкурентам: задний ряд модели оказался самым тесным среди всех. Нашлись проблемы и с багажной дверью: самая большая погрузочная высота и низко открывающаяся дверь. Тормозит Qashqai быстро: со 100 км/ч до нуля машина остановилась, пройдя тормозной путь в 37,5 метров — самый короткий результат среди конкурентов. Что касается обратной ситуации — разгона до 100 км/ч — то тут модель от Nissan уступила лишь модели от Peugeot (12,6 секунд против 10,6). Управляемость модели, а также работа электроусилителя и подвески претензий не вызвали. То же самое можно сказать и про зеркала заднего вида — лучшая обзорность среди всех моделей. Ещё одним достоинством Qashqai оказалась приспособленность к внедорожным поездкам: система выпуска, карданный вал и топливный бак находятся достаточно глубоко, а крайними низкими точками оказались силовые элементы днища кузова. На представленной в тест-драйве диаграмме сопоставления характеристик динамики и комфорта модель от Nissan оказалась наиболее сбалансированной. По итогам теста Qashqai занял второе место, уступив первенство модели Honda CR-V. Этот результат отличался от прогноза читателей издания: по результатам интернет-опроса лишь 10,12% людей (предпоследнее место) отдали бы предпочтение Nissan Qashqai.
Другое российское издание, «За рулём», в 2007 году сравнило Qashqai с его конкурентом американского происхождения — Dodge Caliber. Модель от Dodge была отмечена более «дорогой» в плане отделки салона: Qashqai на её фоне выглядел «слегка чопорным, одетым в строгий костюм». Издание быстро обнаружило два минуса в салоне: неудобное для использования зеркало заднего вида и широкий задний порог, неудобный для посадки задних пассажиров. Несмотря на это, в плане динамики и разгона Qashqai оказался куда более резким, нежели модель от Dodge: коробка передач и двигатель хорошо работают в паре, на скорости 60—80 км/ч легко перейти к более высоким передачам, также машине легко даётся резкий старт с места. Результаты измерения уровня шума также порадовали редакцию. По словам авторов, на скорости в 100—120 км/ч можно легко «разговаривать или слушать негромкую музыку». Другое дело — управляемость. Было отмечено слишком большое усилие на рулевое колесо при поворотах. Этот недостаток тем не менее был списан на то, что такое усилие весьма кстати на высоких скоростях, когда оно позволяет владельцу лучше чувствовать автомобиль. Что касается подвески, то она была охарактеризована как «плотная и грубоватая», а на швах и сколах асфальта амортизаторы «словно запираются, отказываясь демпфировать колебания». По итогам Qashqai выиграл в тест-драйве, набрав 8,1 балл (против 7,4 у Caliber). Из главных плюсов были выделены «добротный и продуманный интерьер, удобные органы управления, высокий акустический комфорт, темпераментное поведение на дороге», а из минусов — «посредственная обзорность» и «уязвимость на плохих дорогах».
Издание «Драйв» провело индивидуальный тест дорестайлингового автомобиля в мае 2007 года. Qashqai, по словам издания, был претендентом на роль «идеального автомобиля» — не самый уродливый и не самый красивый, не самый тесный и не самый огромный, не самый динамичный и не самый медленный. В целом Qashqai порадовал редакцию: компактный, но при этом высокий; с эргономичным салоном и достаточным количеством места для ног. Нашлись в салоне и отрицательные моменты: главными из них стали несколько «мудрёный» пульт управления климат-контролем, тесноватый и неудобный для спины задний ряд сидений с высоким полом и довольно маленький (352 литра) багажник. К подвеске также возникли вопросы: она «сообщала» водителю о каждой неровности на дороге. Двигатель объёмом два литра и коробка передач нареканий не вызвали, чего не скажешь о шумоизоляции — работу двигателя хорошо слышно в салоне. На прямой трассе Qashqai хорошо едет на скорости, а вот на поворотах автомобиль начинает крениться, появляется диагональная раскачка, электроусилитель руля явно начинает не справляться со своими обязанностями — крутить руль становиться тяжело. Это редакции не понравилось, однако такое поведение было списано на тот факт, что «Qashqai всего лишь идеальный массовый автомобиль с усреднёнными возможностями». Полный привод кроссовера был назван «отличным решением» для российского климата, было отмечено, что он позволяет преодолеть сугробы и забираться на небольшие горки. А вот на настоящем бездорожье, как пишет издание, владелец Qashqai рискует застрять — городской кроссовер для этого не предназначен. Что касается обзорности, то в заднее стекло видно «меньше, чем в дырку в заборе», а вот зеркала заднего вида были названы «замечательными». По итогам теста Qashqai был назван не подходящим на роль идеального автомобиля, ведь два главных данных ему от издания отрицательных эпитета — «шумновато» и «жестковато» — не дают ему стать таковым.
Британские издания нашли в автомобиле несколько иные недостатки, нежели российские издания. Издание «Auto Express» в октябре 2007 года сравнивало три модели: Qashqai, Kia Cee'd в кузове универсал и Škoda Roomster Scout. Кроссовер от Nissan изданию понравился — его назвали «самым умным и самым модным из трёх автомобилей» с хорошими пропорциями экстерьера и достаточной высотой кузова. Впечатлил и тот факт, что Qashqai хорош и в плане безопасности (пять звёзд в тесте EuroNCAP). Места спереди для водителя и пассажира хватает, обзорность была отмечена лучшей среди трёх машин, а перчаточный ящик — самым большим. Задние сиденья оказались промежуточными между узким диваном Roomster и широким трёхместным рядом сидений Cee'd. Проблемы возникли с багажником: он оказался самым небольшим среди тестируемых машин, а задние сиденья не складываются до конца, что исключает возможность создания ровного пола в багажнике. Издание «Top Gear» сравнило Qashqai с хетчбэком Toyota Auris. По словам редакции, они ожидали худшего результата от кроссовера и лучшего от хетчбэка. Но оказалось наоборот: Qashqai впечатлил превосходящим качеством отделки салона и дизайном, а также работой 1,5-литрового дизельного двигателя. Итоговая оценка — 7 из 10. Журнал «Car» провёл длительный (с декабря 2007 года по май 2008 года) тест-драйв кроссовера в комплектации Acenta. Издание похвалило Nissan за решение заменить неудачную модель Almera моделью Qashqai, рвущей традиционные сегменты автомобилей. Редакцию впечатлила работа двухлитрового дизельного мотора. Некоторые сотрудники издания отметили «свисающую» переднюю часть и слишком большие зеркала вида, но сотрудник Бен Пульман (который и проводил первые части тест-драйва кроссовера) не придал им значения. В салоне было обнаружено два недостатка: отсутствие навигации по почтовым кодам и отсутствие порта для подключения iPod. В целом корреспонденты не были разочарованы кроссовером и оценили его положительно.
В Австралии кроссовер Dualis также был встречен тепло. Издание «Drive» оценило переднеприводную версию автомобиля на 7 из 10. Факторы комфорта, технологичности и соотношения цена/качество получили оценки в 7 из 10, а производительность — 6 из 10. Как заявило издание, от переднего привода в этом автомобиле «столько же смысла сколько и от пепельницы в мотоцикле». Внешний вид автомобиля был назван «хорошим сочетанием стиля и функциональности». Салон оказался очень просторным, в нём хватает места как для ног, так и для голов всех пассажиров. Технические характеристики также впечатлили: вместо официального смешанного расхода в 8,3 л/100 км издание получило ещё более низкий результат в 7,9 л/100 км. Динамика и работа КПП также не оставили претензий. Рулевое управление было охарактеризовано «достаточно жёстким» на больших скоростях, но приемлемым при парковке. Из главных плюсов были отмечены цена, экономия топлива и универсальность, а серьёзных минусов обнаружено не было. Другое издание, «CarSales», оценило модель аналогично «Drive» — 3,5 из 5. Все пять факторов (шасси, практичность и цена, безопасность, место водителя и X-фактор) получили одинаковую оценку в 3,5 из 5. Из главных плюсов корреспонденты издания выделили динамику, экономию топлива, дизайн и практичность, а из минусов — некоторые проблемы с ускорением, разболтанный рычаг КПП и поскрипывающие на высоких скоростях зеркала заднего вида.

### Qashqai+2
В отличие от пятиместной модели, семиместный Qashqai+2 получил о себе куда более холодные отзывы. Российское издание «Колёса.ру» отметило крайне неудобный для взрослых людей третий ряд сидений, на который нелегко пробраться и на котором, чтобы усесться, необходимо поджать колени и сидеть почти вертикально. Более того, в случае сильного удара сзади, дети, которых, по задумке компании, должны посадить сзади, могут получить серьёзные травмы. Другое дело — средний (второй) ряд сидений, сидеть на котором за счёт удлинения кузова и наличия продольной регулировки стала гораздо удобнее. Также, если сложить третий ряд сидений, владелец получит увеличенный на 90 литров багажник. Всю бесполезность третьего ряда сидений отметило и британское издание «Top Gear». По его словам, Qashqai+2 представляет собой «пятиместный автомобиль с двумя дополнительными комедийными сиденьями, бесцеремонно засунутыми в багажник». Также было отмечено, что главные плюсы обычного Qashqai (удобство пользования, внешность и разумное количество пространства для хранения вещей) в семиместной версии стали только хуже. Общая оценка — 4 из 10. Схожего с изданием «Колёса.ру» мнения придерживается журнал «Car»: как семиместный автомобиль Qashqai+2 бесполезен, а вот увеличение багажного отделения пошло ему на пользу. По мнению издания, Qashqai+2 составит хорошую конкуренцию хетчбэкам и минивэнам. Общая оценка — 4 из 5. Издание «AutoExpress» также отнеслось к автомобилю тепло: несмотря на то, что третий ряд сидений не очень удобный, Qashqai+2 хорошо управляется и внешне выглядит не хуже своего пятиместного аналога. Общая оценка — 4 из 5. Австралийское издание «Drive» не оставило столь плохого отзыва о третьем ряде сидений: более низкие пассажиры уверенно поместились туда во время поездок. Единственным минусом было отмечено то, что в долгих поездках сидеть там будет не очень удобно. Общая оценка — 7 из 10.

## Награды
Успех модели способствовал получению ей различных наград. Свою первую награду модель получила в июне 2007 года, когда автомобиль с двухлитровым дизельным двигателем был назван лучшим кроссовером в номинации «What Diesel Car? 2007». Жюри похвалило кроссовер за его «смелое отклонение от нормы автомобильных классов», а также назвало его «семейным автомобилем будущего». В ноябре 2007 года Qashqai был назван «Автомобилем года 2007» в Латвии, а в феврале 2008 года — «Автомобилем года 2008» в Португалии. Модель стала одним из кандидатов на звание «Автомобиль года в Европе 2008», но заняла лишь четвёртое место, получив 246 голосов (11%). Победителем стал набравший 635 очков Fiat 500. 26 октября 2007 года автомобиль получил титул «Дизельного автомобиля года 2007» в Шотландии. Как заявил председатель Шотландской ассоциации автомобильных журналистов Стивен Парк, «это автомобиль, который удивил всех, кто на нем ездил. Применяя нетрадиционный подход к семейному автотранспорту, эта новинка может отличаться от других, но она также очень привлекательна и привела множество новых покупателей к марке». Жюри также оценили качество сборки, дизайн интерьера и широкий выбор комплектаций. В ноябре 2007 года Qashqai получил награду «Ken Livingstone» от журнала «4x4 and MPV Driver» как лучший городской кроссовер. Как высказался редактор журнала Боб Мюррэй,  «для городской езды он идеально подходит по размерам, из него легко выглядывать и парковаться в узких местах. И, пожалуй, самое главное в наши дни — это исключительная экономичность и очень малые выбросы парниковых газов». На сайте evecars.com Qashqai был назван лучшим семейным автомобилем по результатам онлайн-голосования. В январе 2008 года Qashqai стал лучшим кроссовером 2007 года по мнению британского издания «Top Gear». Как отметила редакция, «это автомобиль, на который вы можете положиться, который позаботится о вас, благодаря которому вы почувствуете, что мир стал чуть более управляемым». Также редакция похвалило модель за её интерьер и за уникальный дизайн кузова, смешавший в себе традиционные хетчбэки и кроссоверы.
В марте 2008 года автомобиль был назван лучшим малым семейным автомобилем по мнению британского издания «Fleet News», специализирующегося на новостях из мира автопарков. Директор британского отдела автопарков Nissan Джеймс Дуглас заявил, что «это признание от «Fleet News» стало демонстрацией того, как тепло автомобиль приняла индустрия автопарков». В 2010 году это же издание снова назвало Qashqai лучшим автомобилем своего класса, на этот раз — класса кроссоверов. Его редакция заявила, что Qashqai открыл собой новый класс автомобилей — кроссоверы, сравнимые по размерам и расходам с хетчбэками. В 2012 году Qashqai, теперь вместе с более компактным Juke, снова стал обладателем титула лучшего автомобиля своего класса по мнению данного издания. В апреле 2008 года Qashqai получил титул лучшего среднеразмерного семейного автомобиля 2008 года в номинации «What Diesel Car Of The Year», опередив конкурентов в лице Ford Focus and Hyundai i30. По словам Яна Робертсона, редактора журнала «What Diesel», «Nissan всколыхнул этот сектор с Qashqai, доказав, что семейный автомобиль не обязательно должен быть скучным». В марте 2011 года Всеобщий немецкий автомобильный клуб (ADAC) провёл опрос, по результатам которого Qashqai стал третьей самой любимой в Германии моделью автомобиля (после Porsche 911 и Audi A5), что сделало его лучшим и самым надёжным импортируемым в страну автомобилем. За это кроссовер был удостоен ежегодной награды «Gelber Engel» от данного клуба. Три раза подряд — с 2011 по 2013 год — Qashqai становился лучшим подержанным автомобилем по мнению британского издания «What Car?». Награда 2013 года сделала Qashqai самым награждаемым автомобилем британской сборки. В январе 2013 года ещё одно издание, «BusinessCar», назвало Qashqai «кроссовером года».

## Отзывные кампании
Qashqai первого поколения несколько раз был отозван из-за различных проблем. Первый отзы́в случился уже в марте 2007 года. Причиной стали нижние шаровые шарниры передней подвески, которые на некоторых из отозванных автомобилей не были полностью посажены в ступицу. Из-за этого крепёжный болт не вошел в паз хвостовика шарового шарнира. Это может привести к отсоединению шарнира и потере управления автомобилем. В июне 2007 года было объявлено об отзыве 25 тысяч автомобилей Qashqai, у которых могли некорректно сработать подушки безопасности. В июне 2008 года были отозваны модели Qashqai и X-Trail, у которых винт крышки рулевого механизма мог быть недостаточно затянут, что снова могло привести к потере управления. Уже в июле 2008 года произошёл третий отзыв, который коснулся самой первой партии автомобилей (ноябрь 2006 — январь 2007). У них была вероятность заклинивания компрессора кондиционера, что могло привести к внезапной остановке двигателя. В 2008 году были отозваны Note и Qashqai с дизельными моторами, выпущенные с 1 апреля по 28 октября 2008 года. По заявлению производителя, разъём сажевого фильтра в топливной системе дизельного двигателя может быть закреплён неправильно, что может привести к вытеканию топлива. В ноябре 2009 года снова были отозваны все Qashqai и X-Trail, выпущенные к этой дате. Причиной стал винт крышки, фиксирующий вал-шестерню. Он мог ослабнуть, что, опять же, приводило к потере управления автомобилем. В 2012 году произошло ещё три отзыва. Первый (январь) коснулся Qashqai и X-Trail 2010—2011 годов выпуска, у которых мог случиться отказ электроусилителя рулевого управления. Второй (апрель) коснулся Qashqai выпуска с сентября 2011 года по январь 2012 года. Причиной стал плохо подсоединённый к топливному фильтру шланг, что могло привести к утечке топлива. Наконец, отзыв сентября 2012 года затронул Qashqai и NV200, выпущенные в феврале—мае 2012 года. Из-за неправильного изготовления бобышки рулевого колеса она могла выскочить, что могло снова привести к потере управления.
24 ноября 2011 года Nissan подала заявку в Министерство земли, инфраструктуры, транспорта и туризма Японии об отзыве двух своих моделей: Dualis и X-Trail. Отзыв был масштабным: он затронул 56 928 автомобилей, выпущенных с 24 апреля 2007 по 30 октября 2010 года. Причин для него было сразу несколько: первая — держатели ламп задних фонарей, вторая — топливный насос, а третья — плата управления усилителя рулевого управления. Что касается первой причины, то в дефектных автомобилях клеммы разъёмов электропроводки на держателях ламп задних фонарей были деформированы, что приводило к вероятности отключения этих ламп. Вторая причина происходит от неправильной сборки топливопровода в топливном насосе. Это могло привести к утечке топлива. Что касается платы управления усилителя руля, то из-за недостаточной обработки монтажных отверстий платы она могла деформироваться, из-за чего усилитель отключался, а на панели приборов загоралась лампочка, сигнализирующая о неисправности. Что касается осведомлённости компании об отзыве, то первая и вторая причины появились за счёт жалоб клиентов (466 и 113, соответственно), а о третьей сообщили поставщики комплектующих. ДТП из-за дефектных комплектующих, подлежащих отзыву, зафиксировано не было.

## Производство и продажи
| Страна | Календарный год (продажи указаны в тысячах автомобилей) | Календарный год (продажи указаны в тысячах автомобилей) | Календарный год (продажи указаны в тысячах автомобилей) | Календарный год (продажи указаны в тысячах автомобилей) | Календарный год (продажи указаны в тысячах автомобилей) | Календарный год (продажи указаны в тысячах автомобилей) | Календарный год (продажи указаны в тысячах автомобилей) | Календарный год (продажи указаны в тысячах автомобилей) | Календарный год (продажи указаны в тысячах автомобилей) | Календарный год (продажи указаны в тысячах автомобилей) | Всего |
| Страна | 2006                                                    | 2007                                                    | 2008                                                    | 2009                                                    | 2010                                                    | 2011                                                    | 2012                                                    | 2013                                                    | 2014                                                    | 2015                                                    | Всего |
| ------ | ------------------------------------------------------- | ------------------------------------------------------- | ------------------------------------------------------- | ------------------------------------------------------- | ------------------------------------------------------- | ------------------------------------------------------- | ------------------------------------------------------- | ------------------------------------------------------- | ------------------------------------------------------- | ------------------------------------------------------- | ----- |
| Европа | 0,05                                                    | 90                                                      | 145                                                     | 180                                                     | 207                                                     | 209                                                     | 208                                                     | 202                                                     | Следующее поколение                                     | Следующее поколение                                     | 1290  |
| Россия | -                                                       | 17                                                      | 32                                                      | 16                                                      | 21                                                      | 35                                                      | 37                                                      | 40                                                      | Следующее поколение                                     | Следующее поколение                                     | 198   |
| Китай  | Не продавался                                           | Не продавался                                           | 24                                                      | 34                                                      | 62                                                      | 111                                                     | 105                                                     | 125                                                     | 87                                                      | 60                                                      | 608   |

Qashqai первого поколения стал одной из самых успешных моделей Nissan — более двух миллионов проданных автомобилей, из которых 1,3 миллиона — в Европе (из этого количества 235 тысяч пришлись на семиместную модель Qashqai+2), 600 тысяч — в Китае и 200 тысяч — в России. Сама компания в октябре 2013 года назвала Qashqai своей самой успешной моделью в Европе. Ещё в сентябре 2006 года Nissan заявила о намерении продавать как минимум 100 тысяч автомобилей в Европе каждый год. По официальным данным, в апреле 2007 года большинство проданных Qashqai первого поколения оснащались передним приводом, а их владельцы до этого имели автомобиль C-сегмента, что демонстрировало успех Qashqai как альтернативы для традиционных семейных легковых автомобилей.
Уже к сентябрю 2007 года число проданных автомобилей достигло 60 тысяч, из которых около 17 700 пришлось на Италию. Первая важная отметка — 100 000 проданных в Европе автомобилей — была достигнута к концу ноября 2007 года, всего за девять месяцев с момента начала продаж. Самыми крупными рынками стали Великобритания (17 554 проданных автомобиля), Россия (15 376 автомобилей) и Италия (10 746 автомобилей). В честь достижения такой отметки британское подразделение Nissan опубликовало несколько статистических фактов о производстве автомобиля. Так, в день собиралось в среднем около 850 кроссоверов Qashqai, каждый из которых был собран в виде одной из 920 возможных конфигураций модели (учитываются все комплектации, двигатели, коробки передач и региональные варианты автомобиля). Один автомобиль состоял из примерно 2750 компонентов, собрать которые в итоговый продукт возможно за 10,5 часов. На производстве Qashqai было установлено 298 роботов, сваривавших кузов в 4608 местах.
К моменту презентации семиместной версии в апреле 2008 года цифра проданных в Европе машин достигла уже 170 тысяч автомобилей. К марту 2009 года было продано уже 300 тысяч автомобилей. Благодаря такому успеху СМИ стали называть Qashqai «дойной коровой» (с англ. cash cow) для Nissan (подобный термин впервые стал применяться к автомобилю уже в июле 2007 года). В феврале 2011 года был продан миллионный автомобиль. Согласно статистике, основным рынком оставалась Европа (759 тысяч автомобилей, из них 111 — в Великобритании, 103 — в Италии и 90 — в России), далее следовал регион Азии и Океании (204 тысячи, из них 127 — в Китае и 61,5 — в Японии), затем — Ближний Восток и Африка (36 тысяч), а замыкала список Латинская Америка (4,4 тысячи). В Новой Зеландии с мая 2009 по июль 2010 года было продано более 600 автомобилей, что для новозеландского рынка является достаточно большим числом. Наконец, отметка в два миллиона автомобилей была преодолена к ноябрю 2013 года. Такой взлёт продаж сделал Qashqai самой успешной моделью Nissan на европейском рынке и стал поводом для дальнейшего расширения линейки кроссоверов марки (в частности, разработки и выпуска в 2010 году модели Juke).

## Маркетинг
Успех модели всячески подкреплялся различными рекламными кампаниями, состоящих из роликов по телевидению и интерактивных веб-сайтов. Первой рекламной кампанией стал снятый в феврале 2007 года ролик, изображающий Qashqai как скейтборд, управляемый неким человеком-великаном и проходящий через различные городские «препятствия». Целью рекламы было показать то, что Qashqai сможет справиться с любыми препятствиями «городских джунглей». Именно тогда зародился главный слоган модели — «Urbanproof» (с англ. городостойкий, устойчивый к городу). В июле 2007 года реклама была удостоена награды «Лучшая автомобильная рекламная кампания» по версии «Motor Trader». Позднее к списку наград добавились две серебряные и одна бронзовая награды Clio 2007, гран-при и бронза Top Com 2007, а также гран-при и две победы в номинации «Лучшая автомобильная реклама» на премиях Meribel 2007 и Effie France 2007. В Японии у автомобиля сразу после запуска появился маскот — трёхметровый робот-трансформер по имени «Dualis». В рекламных роликах автомобиль обладает способностью превращаться в этого робота и преодолевать городские «препятствия».
В марте 2008 года был снят второй ролик, «Play With the City» (с англ. играй с городом), схожий по смыслу, но совершенно иной по сюжету. В нём ожившие городские здания «играют» с автомобилем в догонялки, однако победить у них не получается и Qashqai добирается до пункта назначения без единой царапины. Съёмки рекламы проводились в столице Аргентины Буэнос-Айресе в течение 8 дней международной командой из 170 человек. Для съёмок был задействован Даниэль Кляйнман, известный режиссёр рекламных роликов. Чтобы снять ролик, была перекрыта улица Авенида Корриентес, создана модель многоэтажной парковки с гидравлическим приводом (в рекламе это здание наклоняется к Qashqai, случайно в процессе сбрасывая на улицу со своей крыши автомобили), задействован самый большой в городе подъёмный кран для сбрасывания легковых автомобилей (именно тех, что падают с парковки). Затем была проведена работа с компьютерной графикой, занявшая шесть недель, в ней приняли участие 12 художников и дизайнеров. Как заявляет компания Nissan, для них этот рекламный ролик стал самым сложным в истории. Ролик с середины марта 2008 года был доступен в Интернете, а 6 апреля 2008 года состоялась премьера на телевидении. Трансляция продолжалась до 2009 года.
В октябре 2008 года Qashqai (вместе с Qashqai+2) и Murano стали объектами рекламного ролика в стиле брейк-данс-битвы. Две тройки автомобилей съезжаются на некой площадке в городе, где показывают свои умения «танцевать», причём Qashqai делают более экстремальные трюки, а Murano «танцуют» более сдержанно. Ролик был снят в Берлине за 5 дней агентствами TBWA\G1 и TBWA\Paris, а пост-продакшн (им занималась студия BUF) занял ещё два месяца. Для рестайлинговой модели первой стала рекламная кампания «Artistic Paintball» (с англ. художественный пейнтбол), проходившая с 10 по 31 марта 2010 года. Несмотря на обновление автомобиля, его слоган сохранился, но с изменением в виде второго слова: «Urbanproof. Mastered». В телевизионном ролике обновлённый Qashqai уворачивается от большого числа шариков с краской, которыми его «обстреливает» город. Перед самой рекламной кампанией с 3 по 9 марта 2010 года выходили её короткие трейлеры. Ролик был снят в Бангкоке за 6 дней, в съёмках принимало участие 230 человек. Помимо самого ролика, снятого агентствами TBWA\G1 и TBWA\Paris, были созданы два рекламных постера (для пятиместной и семиместной модели, соответственно), их автором стал Винцент Дайксон. В России реклама демонстрировалась дольше — до конца апреля 2010 года. В ноябре 2011 года вышел второй рекламный ролик со слоганом «The Ultimate Urban Car», в создании которого принимал участие Матье Бессудо (известен также как «МакБесс»). С 9 января 2013 года на телевидении транслировался рекламный ролик модели Qashqai 360.

### Nissan Qashqai Urban Challenge
В марте 2007 года Nissan объявила о проведении соревнований по фрирайду, получивших название «Nissan Qashqai Urban Challenge». Несмотря на название, с автомобилем соревнования были связаны лишь в плане маркетинга, поскольку служили рекламой новой модели. Соревнования проводились с мая по июнь 2007 года в пяти странах Европы: Великобритании, Испании, Италии, Германии и Франции. На каждом этапе соревнования участники должны были преодолеть несколько различных трасс: «Dirt», «North Shore», «Park», «Big Air» и «Street Trials». Все соревнования проводились в черте города на специально подготовленных площадках. Победитель получил 200 тысяч евро. В 2008 году прошли вторые подобные соревнования, состоявшиеся в следующих городах: Милан, Мадрид, Мюнхен и Лондон. Приз был снижен до 100 тысяч евро.

### Комментарии
1. ↑  Nissan Qashqai+2
2. ↑  Данные для модели с включённым полноприводным режимом и с отключённым.
3. ↑  С точки зрения позиционирования на рынке. Техническая связь между моделями отсутствует.
4. ↑  С точки зрения позиционирования на рынке. Техническая связь между моделями отсутствует.
5. ↑  Для семиместной модели и для японского рынка
6. ↑  Общий код кузова для всех моделей Qashqai первого поколения. Коды кузова японских моделей — KJ10 для переднеприводной модели и KNJ10 для полноприводной[3].
7. ↑  Наиболее распространённая официальная классификация (назывался «компактным кроссовером» в официальном пресс-релизе 2006 года[4] и в различных публикациях автомобильных изданий[5][6][7], «городским кроссовером» — в публикациях автомобильных изданий[8][9], в более поздних официальных пресс-релизах[10] и в рекламных роликах[11]). Альтернативные классификации на разных рынках включают «среднеразмерный кроссовер» в Японии[12] и «хетчбэк» в Австралии[13].
8. 1 2  Под «Европой» подразумеваются 25 стран-участниц Европейского союза (кроме Болгарии и Хорватии), а также Великобритания, Норвегия и Швейцария[219].